# Groupe des vingt
« G20 » redirige ici. Pour les autres significations, voir G20 (homonymie).
Ne doit pas être confondu avec Groupe des XX.
Le Groupe des vingt (G20) est un forum intergouvernemental composé de dix-neuf des pays aux économies les plus développées du monde, dont les chefs d'État, chefs de gouvernement, ministres des finances et chefs des banques centrales se réunissent annuellement. Il est créé en 1999, après une succession de crises financières dans les années 1990. Il vise à favoriser la concertation internationale, en intégrant le principe d'un dialogue élargi tenant compte du poids économique croissant pris par un certain nombre de pays. En 2021, le G20 représente 75 % du commerce mondial, près des deux tiers de la population mondiale et plus de 80 % du produit mondial brut (somme des PIB de tous les pays du monde). Le 15 novembre 2008, pour la première fois de son histoire, les chefs d'État et de gouvernement se réunissent à Washington. Le G20 se décline sous trois formes : les G20 regroupant des chefs d'État et de gouvernement, les G20 finance regroupant les ministres des finances et les gouverneurs des banques centrales et depuis avril 2010 les G20 sociaux réunissent les ministres de l'emploi.
Lors du sommet du G20 de 2023, le Premier ministre indien, Narendra Modi, annonce que l'Union africaine a rejoint l'organisation, en faisant son 21e membre.

Pays membres du G20 (bleu) et membres invités (rose).

## Création
Le G20 est créé en marge du G7 du 25 septembre 1999 de Washington, à l'initiative du ministre des Finances du Canada, Paul Martin, lors d'une réunion des ministres des Finances du groupe. Le but de ce nouveau groupe est alors de favoriser la stabilité financière internationale et de créer des possibilités de dialogues entre pays industrialisés et pays émergents, ce que les réunions des ministres des finances du G7 ne permettaient pas.
L'autre facteur d'extension du G8 (G7 + la Russie) est la baisse relative du poids économique dans le monde de ses membres. En effet, leur importance dans le PIB mondial est passé de 69 % en 1989 à 55 % en 2009, puis à 45 % en 2019. Cela est notamment dû à la poussée économique de plusieurs pays dits émergents tels que la Chine, l'Inde ou encore le Brésil au cours des 20 dernières années.
Le 15 novembre 2008, pour la première fois de son histoire et à l'initiative de Nicolas Sarkozy et de Gordon Brown, le G20 réunit ses chefs d'État et de gouvernement.
Fareed Zakaria avance plusieurs raisons pour expliquer que, selon lui, « la gouvernance mondiale ne pourra évoluer qu'à travers le G20 » : d'une part, le Conseil de sécurité des Nations unies est paralysé par le droit de veto et ses missions pourraient être mieux remplies par le G20 assez représentatif des rapports de force mondiaux; d'autre part, si les États-Unis n'ont plus la force d'imposer seuls leurs vues, ils peuvent malgré tout par le biais de cette instance jouer un rôle positif de catalyseur.

## Pays et organisations membres
En 2023, le G20 compte 21 membres : dix-neuf pays, ainsi que l'Union européenne et l'Union africaine. L'Union européenne est représentée par le président du Conseil européen et celui de la Commission européenne.
Le G20 accueille également les institutions de Bretton Woods : le directeur général du FMI, le président de la Banque mondiale, celui du comité monétaire et financier international et celui du comité de développement du FMI et de la Banque mondiale.
Le G20 regroupe les membres G7, dix pays à économies émergentes plus l'Australie et la Corée du Sud. L'Espagne, et à un degré moindre les Pays-Bas, la Pologne, la Belgique, la Suède et la Suisse, bien que leurs PIB soient parmi les vingt premiers mondiaux, n'ont pas été retenus (mais les cinq premiers participent indirectement via l'Union européenne). Parmi les principaux pays émergents non retenus, on trouve l'Iran, la Thaïlande, la Malaisie, le Chili, le Nigeria, etc. L'Espagne, en tant que 13e économie mondiale, est « invité permanent » du G20. Si l'on se fonde sur les données de la Banque mondiale, on peut calculer que, en 2017, le G20 représente 85 % du PIB mondial pour 63 % de la population mondiale.
Si on regarde la situation en fonction de critères géographiques, le G20 compte les trois États de l'ACEUM, deux États du MERCOSUR, trois États de l'Union européenne (ainsi que l'Union qui siège également en sa propre qualité, le Royaume-Uni ayant quitté l’Union) et trois États membres de l'OCI. Le continent asiatique est relativement bien représenté, avec quatre États membres de l'ASEAN plus trois — la Chine, la Corée du Sud, l'Indonésie et le Japon — ainsi que l'Inde, la Turquie et l'Arabie saoudite. L'Afrique du Sud est la seule représentante du continent africain au G20, en dehors de l'Union africaine dans son ensemble.
Le 9 novembre 2020, Human Rights Watch déclare que les pays membres du G20 doivent presser l'Arabie saoudite de libérer toutes les personnes détenues illégalement et de rendre des comptes pour les abus passés avant le sommet virtuel des dirigeants du G20 le 21 novembre 2020. De plus, les pays du G20 attribuent à l'Arabie saoudite la présidence du G20 pour 2020, malgré l'attaque incessante du gouvernement saoudien contre les libertés fondamentales, notamment l'emprisonnement et le harcèlement de dissidents publics et de militants des droits de l'homme, les attaques illégales contre des civils au Yémen et le non-respect des appels internationaux à la responsabilité du meurtre par des agents de l'État du journaliste saoudien Jamal Khashoggi.
Si l'on considère les membres en fonction du régime politique, il est possible de compter : deux unions de type supranational (UE et UA), quatorze républiques (dont sept républiques fédérales et une république populaire) et cinq monarchies.
Un tableau qui recense les pays membres classés par groupe[pas clair] est présenté ci-dessous[réf. nécessaire] :
| Groupe 1    | Groupe 2 | Groupe 3       | Groupe 4         | Groupe 5     |
| ----------- | -------- | -------------- | ---------------- | ------------ |
| Australie   | Russie   | Argentine      | Allemagne        | Chine’PR”    |
| États-Unis  | Turquie  | Mexique        | France           | Indonésie’”  |
| Royaume-Uni | Canada   | Iran           | Italie           | Japon        |
| Inde        | Brésil   | Afrique du Sud | Union européenne | Corée du Sud |

## Présidences et sommets
| Région           | Membres          | Chef d'État ou de gouvernement                                                 | Chef d'État ou de gouvernement      | Ministre des Finances                                                                           | Ministre des Finances          | Gouverneur de la Banque centrale | PIB (nominal·PPA) en milliards de US$ | PIB (nominal·PPA) en milliards de US$ | PIB nominal par tête en US$ | Population (2023) |
| ---------------- | ---------------- | ------------------------------------------------------------------------------ | ----------------------------------- | ----------------------------------------------------------------------------------------------- | ------------------------------ | -------------------------------- | ------------------------------------- | ------------------------------------- | --------------------------- | ----------------- |
| Afrique          | Afrique du Sud   | Président                                                                      | Cyril Ramaphosa                     | Ministre des Finances                                                                           | Enoch Godongwana               | Lesetja Kganyago                 | 349,4                                 | 765,5                                 | 6 160                       | 60 414 500        |
| Afrique          | Union africaine  | Président de l'Union africaine Président de la Commission de l'Union africaine | João Lourenço Mahamoud Ali Youssouf | Directeur des Affaires économiques                                                              | Maxwell Mkwezalamba            | -                                | 2 849                                 | 8 990                                 | 2 943                       | 1 156 648 000     |
| Amérique du Nord | Canada           | Premier ministre                                                               | Mark Carney                         | Ministre des Finances                                                                           | François-Philippe Champagne    | Tiff Macklem                     | 1 653                                 | 1 702                                 | 45 032                      | 40 097 760        |
| Amérique du Nord | Mexique          | Président                                                                      | Claudia Sheinbaum                   | Secrétaire aux Finances et au Crédit public                                                     | Rogelio Ramírez de la O        | Alejandro Díaz de León Carrillo  | 1 150                                 | 2 344                                 | 8 902                       | 128 455 570       |
| Amérique du Nord | États-Unis       | Président                                                                      | Donald Trump                        | Secrétaire au Trésor                                                                            | Scott Bessent                  | Jerome Powell                    | 19 391                                | 19 391                                | 59 531                      | 334 914 900       |
| Amérique du Sud  | Argentine        | Président                                                                      | Javier Milei                        | Ministre de l'Économie                                                                          | Luis Caputo                    | Santiago Bausili                 | 637,6                                 | 920,2                                 | 14 401                      | 46 654 580        |
| Amérique du Sud  | Brésil           | Président                                                                      | Luiz Inácio Lula da Silva           | Ministre des Finances                                                                           | Fernando Haddad                | Roberto Campos Neto              | 2 056                                 | 3 241                                 | 9 821                       | 216 422 450       |
| Asie             | Chine            | Président                                                                      | Xi Jinping                          | Ministre des Finances                                                                           | Lan Fo'an                      | Pan Gongsheng                    | 12 238                                | 23 301                                | 8 826                       | 1 410 710 000     |
| Asie             | Japon            | Premier ministre                                                               | Shigeru Ishiba                      | Ministre des Finances                                                                           | Katsunobu Katō                 | Kazuo Ueda                       | 4 872                                 | 5 563                                 | 38 428                      | 124 516 650       |
| Asie             | Corée du Sud     | Président                                                                      | Choi Sang-mok                       | Ministre de l'Économie et des Finances                                                          | Choi Sang-mok                  | Kim Choong-soo                   | 1 531                                 | 1 969                                 | 29 742                      | 51 712 620        |
| Asie             | Inde             | Premier ministre                                                               | Narendra Modi                       | Ministre des Finances                                                                           | Nirmala Sitharaman             | Shaktikanta Das                  | 2 597                                 | 9 449                                 | 1 939                       | 1 428 627 660     |
| Asie             | Indonésie        | Président                                                                      | Prabowo Subianto                    | Ministre des Finances                                                                           | Sri Mulyani                    | Perry Warjiyo                    | 1 016                                 | 3 243                                 | 3 846                       | 277 534 120       |
| Asie             | Arabie saoudite  | Roi                                                                            | Salmane Al Saoud                    | Ministre des Finances                                                                           | Mohamed Bin Abdullah Al-Jadaan | Fahad Almubarak                  | 683,8                                 | 1 774                                 | 20 760                      | 36 947 030        |
| Asie             | Turquie          | Président                                                                      | Recep Tayyip Erdoğan                | Ministre du Trésor et des Finances                                                              | Mehmet Şimşek                  | Fatih Karahan                    | 851,1                                 | 2 254                                 | 10 540                      | 85 326 000        |
| Europe           | Union européenne | Président du Conseil européen Président de la Commission européenne            | António Costa Ursula von der Leyen  | Commissaire européen à l'Économie, à la Productivité, à la Mise en œuvre et à la Simplification | Valdis Dombrovskis             | Christine Lagarde                | 17 278                                | 20 257                                | 33 715                      | 449 476 880       |
| Europe           | France           | Président de la République                                                     | Emmanuel Macron                     | Ministre de l'Économie et des Finances                                                          | Éric Lombard                   | François Villeroy de Galhau      | 2 583                                 | 2 871                                 | 38 476                      | 68 170 230        |
| Europe           | Allemagne        | Chancelier                                                                     | Olaf Scholz                         | Ministre fédéral des Finances                                                                   | Jörg Kukies                    | Joachim Nagel                    | 3 677                                 | 4 194                                 | 44 470                      | 84 482 270        |
| Europe           | Italie           | Président du Conseil                                                           | Giorgia Meloni                      | Ministre de l'Économie et des Finances                                                          | Giancarlo Giorgetti            | Fabio Panetta                    | 1 935                                 | 2 411                                 | 31 952                      | 58 761 150        |
| Europe           | Royaume-Uni      | Premier ministre                                                               | Keir Starmer                        | Chancelière de l'Échiquier                                                                      | Rachel Reeves                  | Andrew Bailey                    | 2 622                                 | 2 897                                 | 39 720                      | 68 350 000        |
| Europe           | Russie           | Président                                                                      | Vladimir Poutine                    | Ministre des Finances                                                                           | Anton Silouanov                | Elvira Nabioullina               | 1 578                                 | 3 749                                 | 10 743                      | 143 826 130       |
| Océanie          | Australie        | Premier ministre                                                               | Anthony Albanese                    | Ministre des Finances                                                                           | Jim Chalmers                   | Michele Bullock                  | 1 323                                 | 1 157                                 | 53 800                      | 26 638 540        |

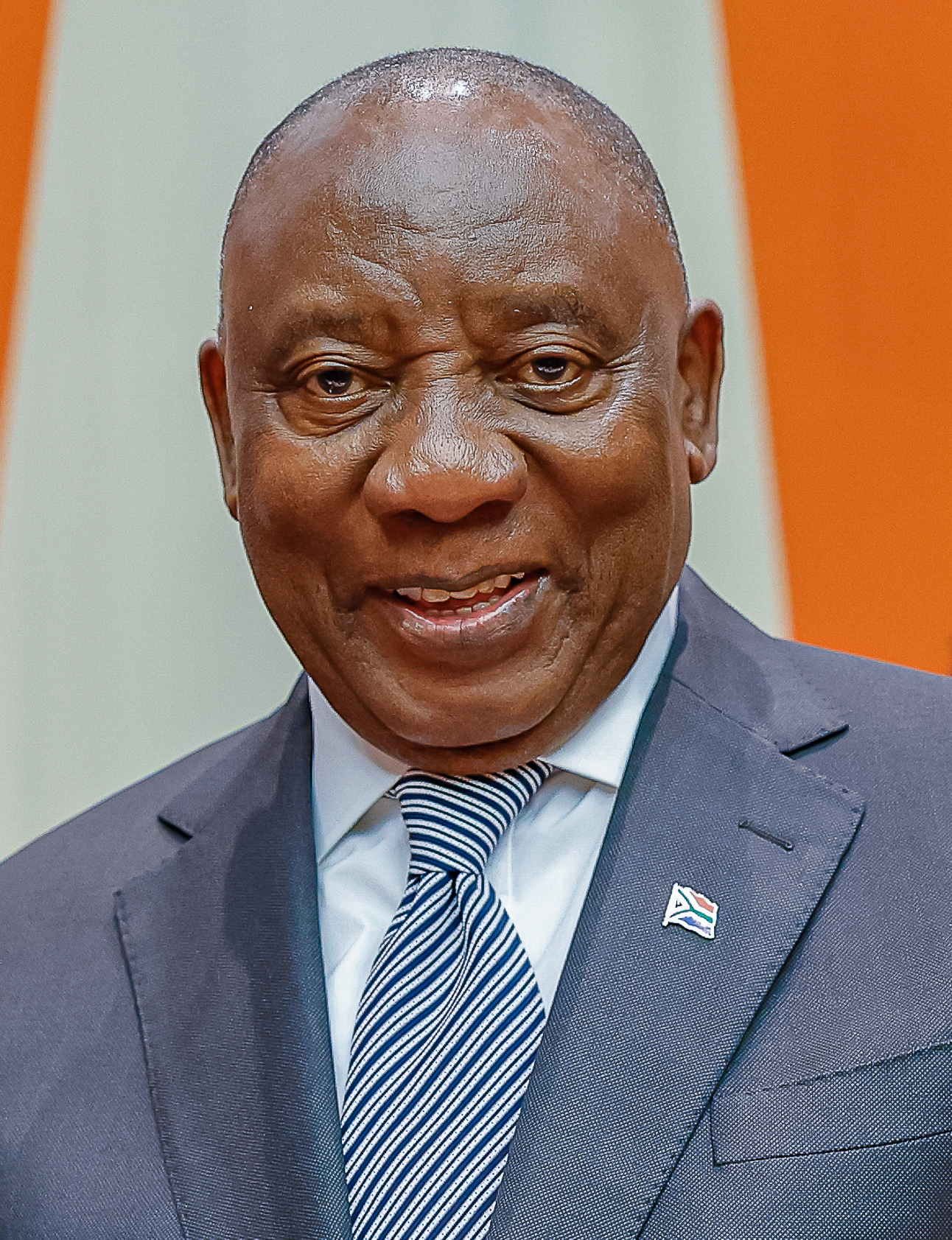
Afrique du Sud : Cyril Ramaphosa, président
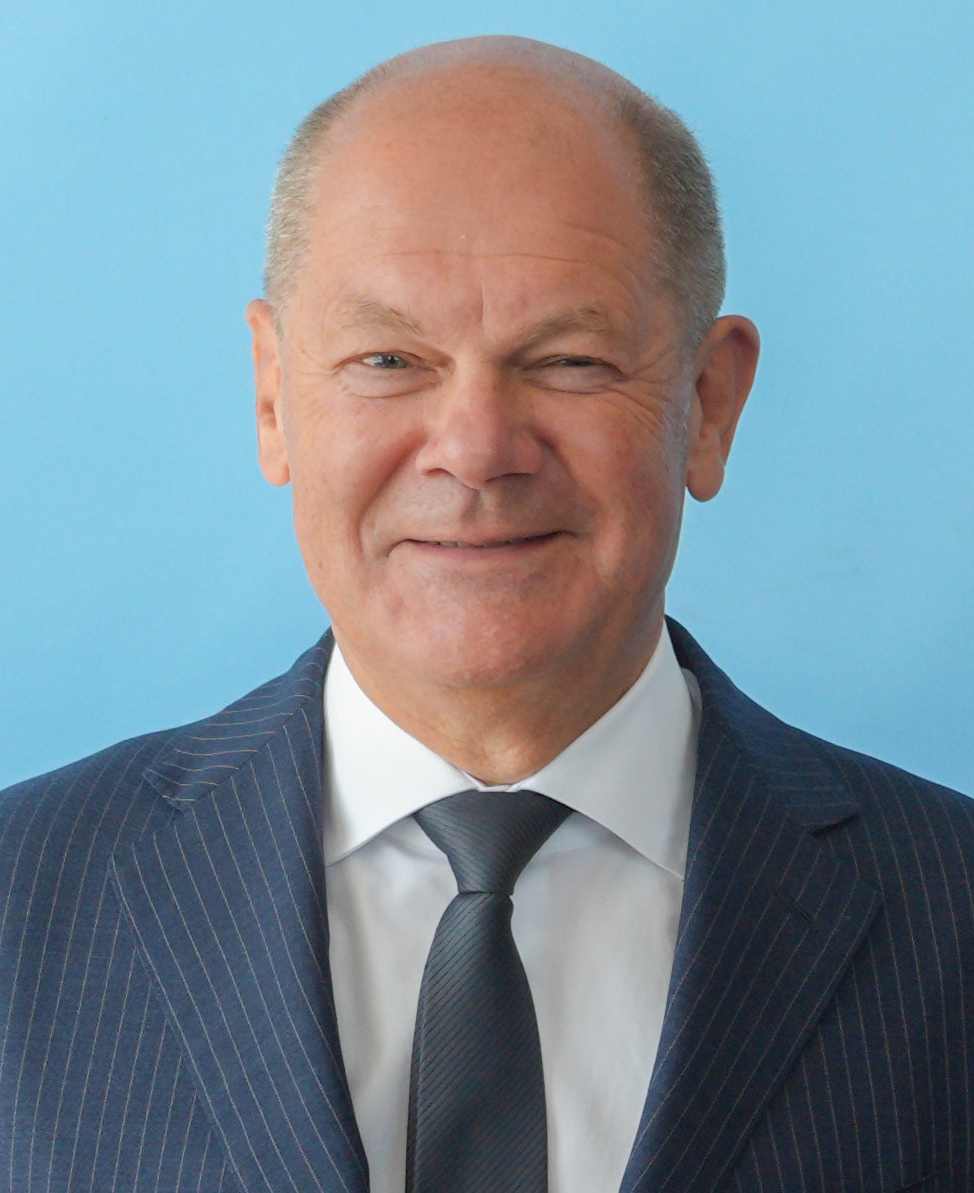
Allemagne : Olaf Scholz, chancelier
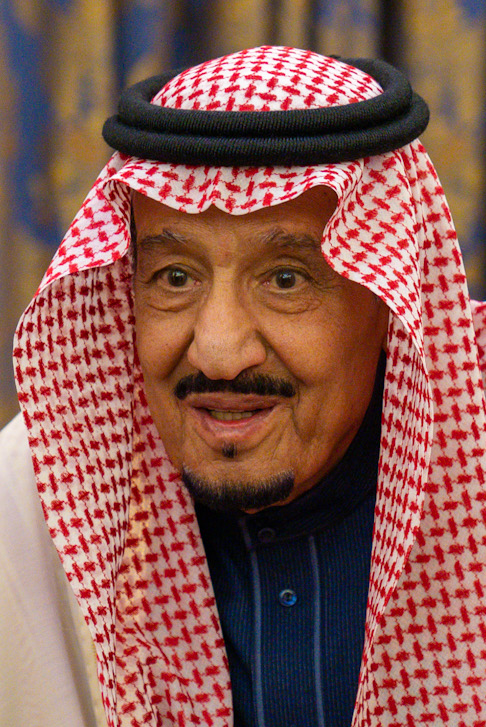
Arabie saoudite : Salmane ben Abdelaziz Al Saoud, roi
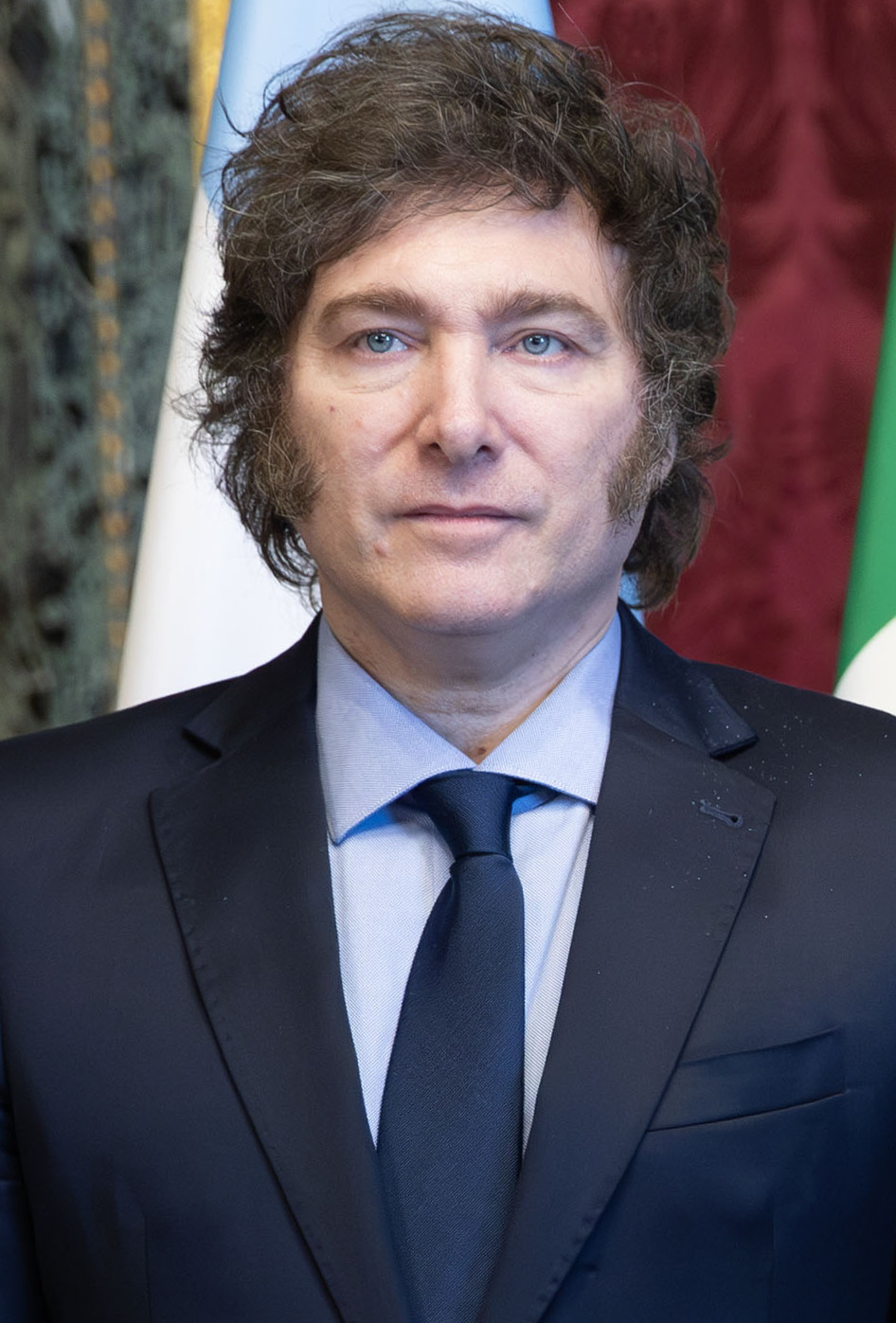
Argentine : Javier Milei, président
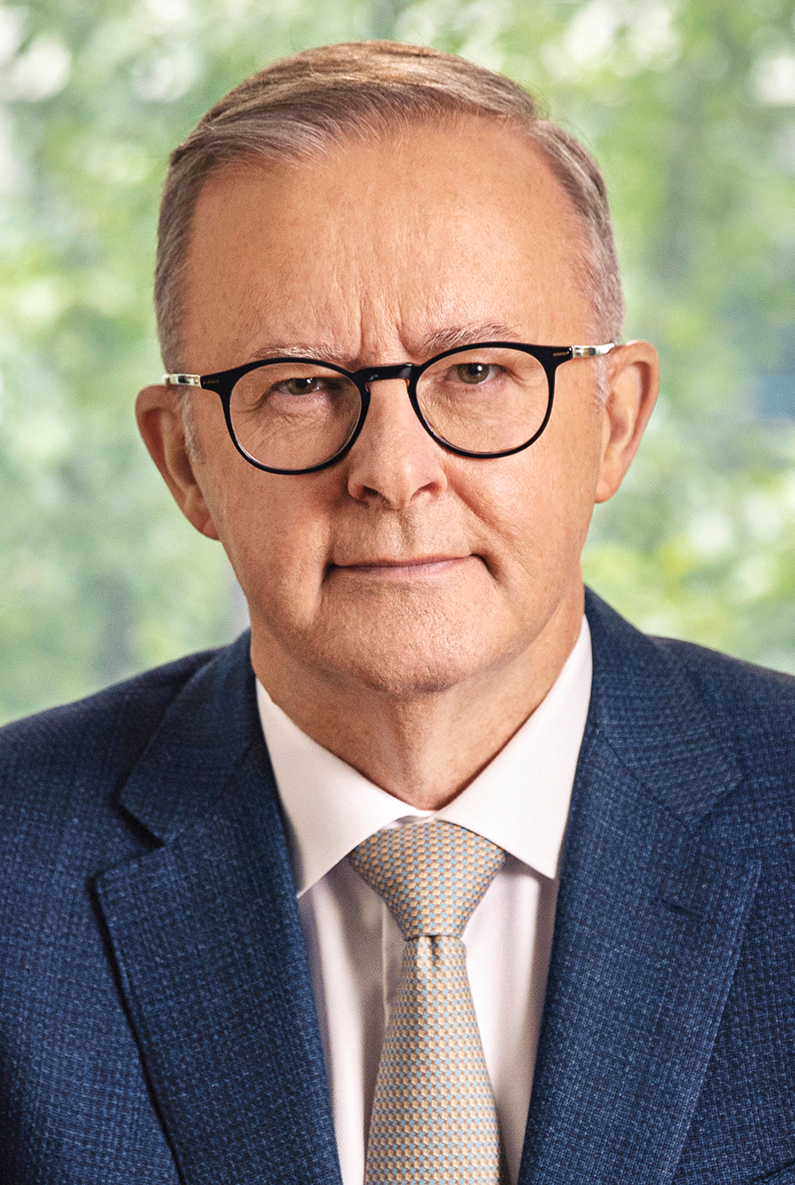
Australie : Anthony Albanese, Premier ministre
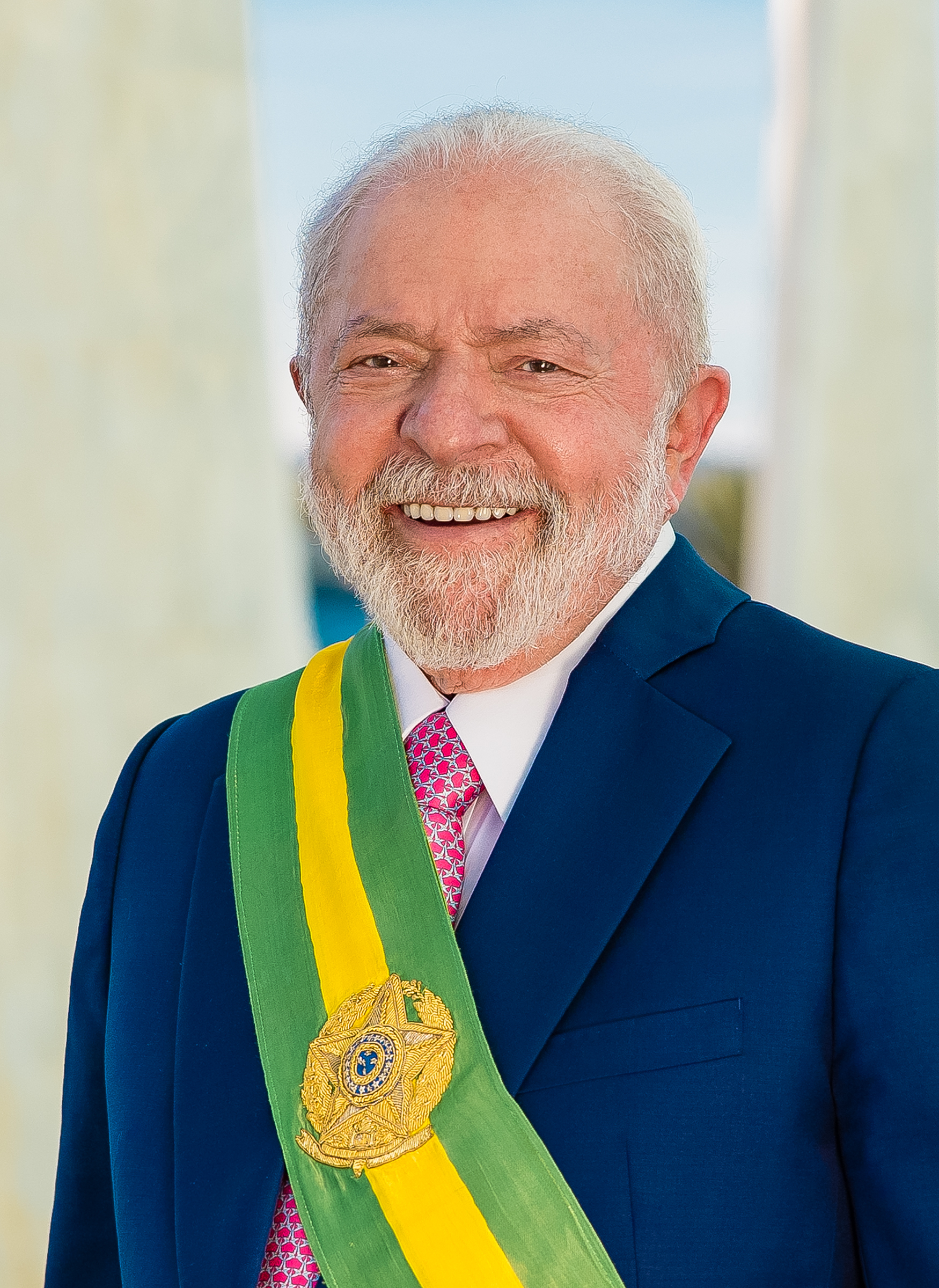
Brésil : Luiz Inácio Lula da Silva, président
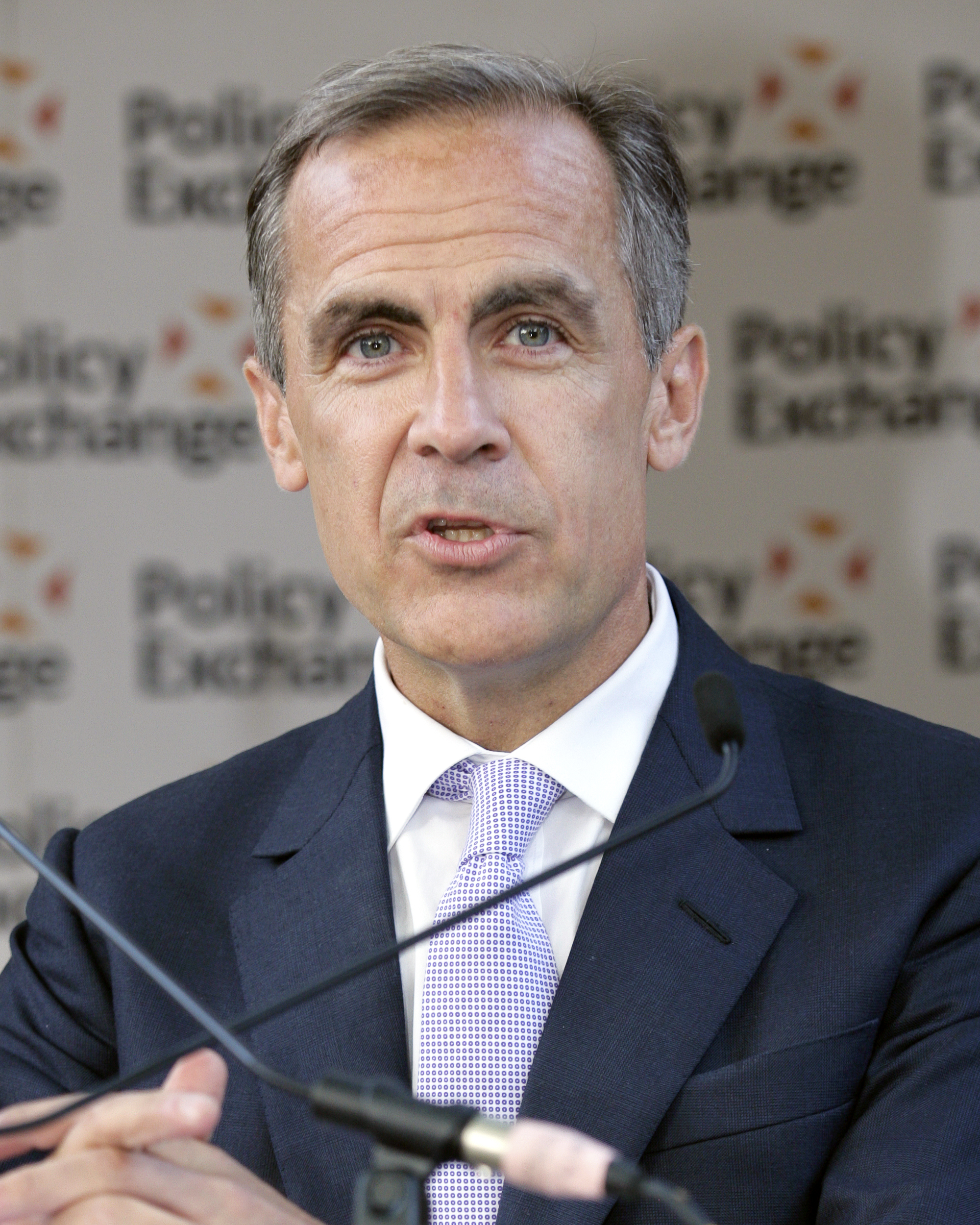
Canada : Mark Carney, Premier ministre
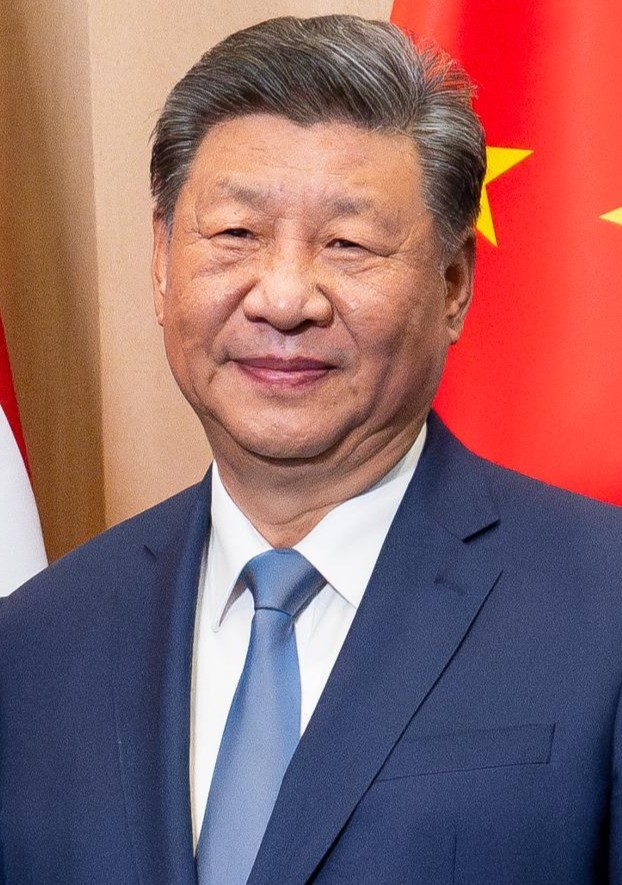
Chine : Xi Jinping, président
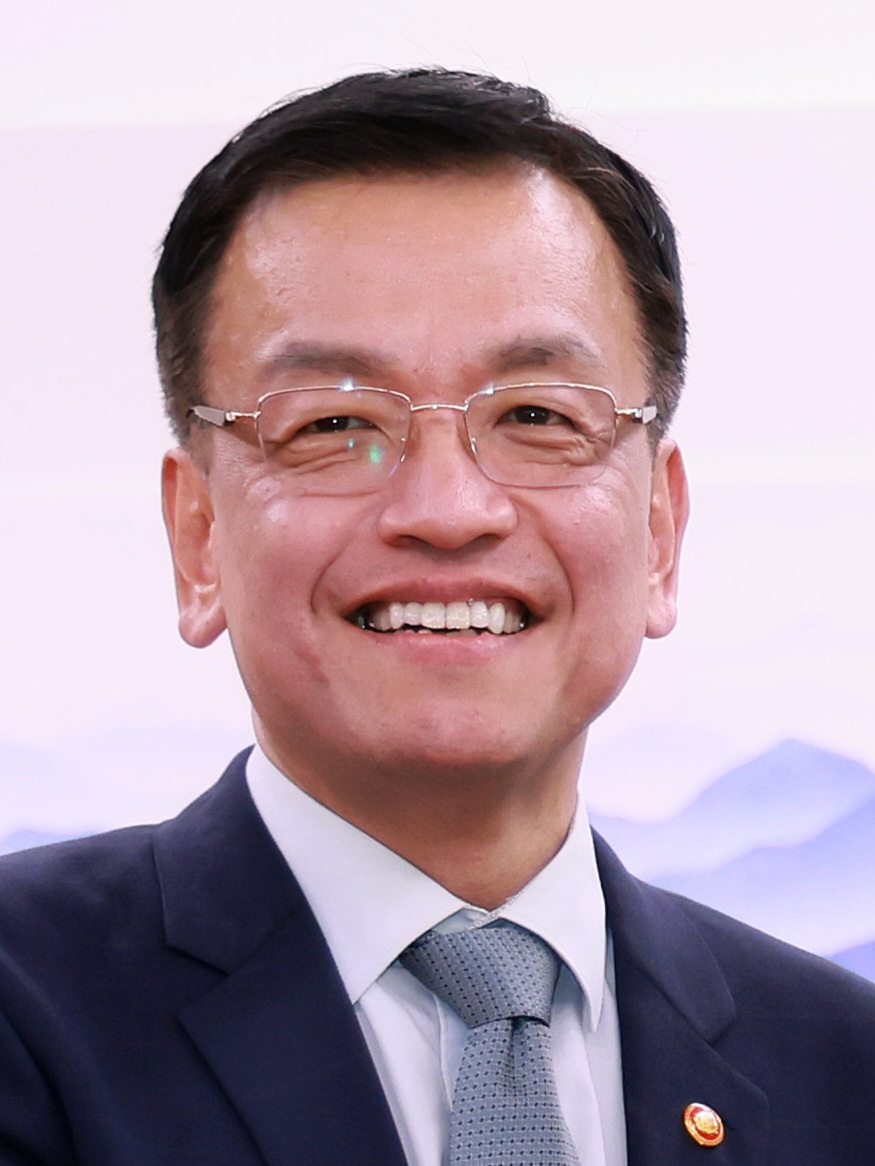
Corée du Sud : Choi Sang-mok, président
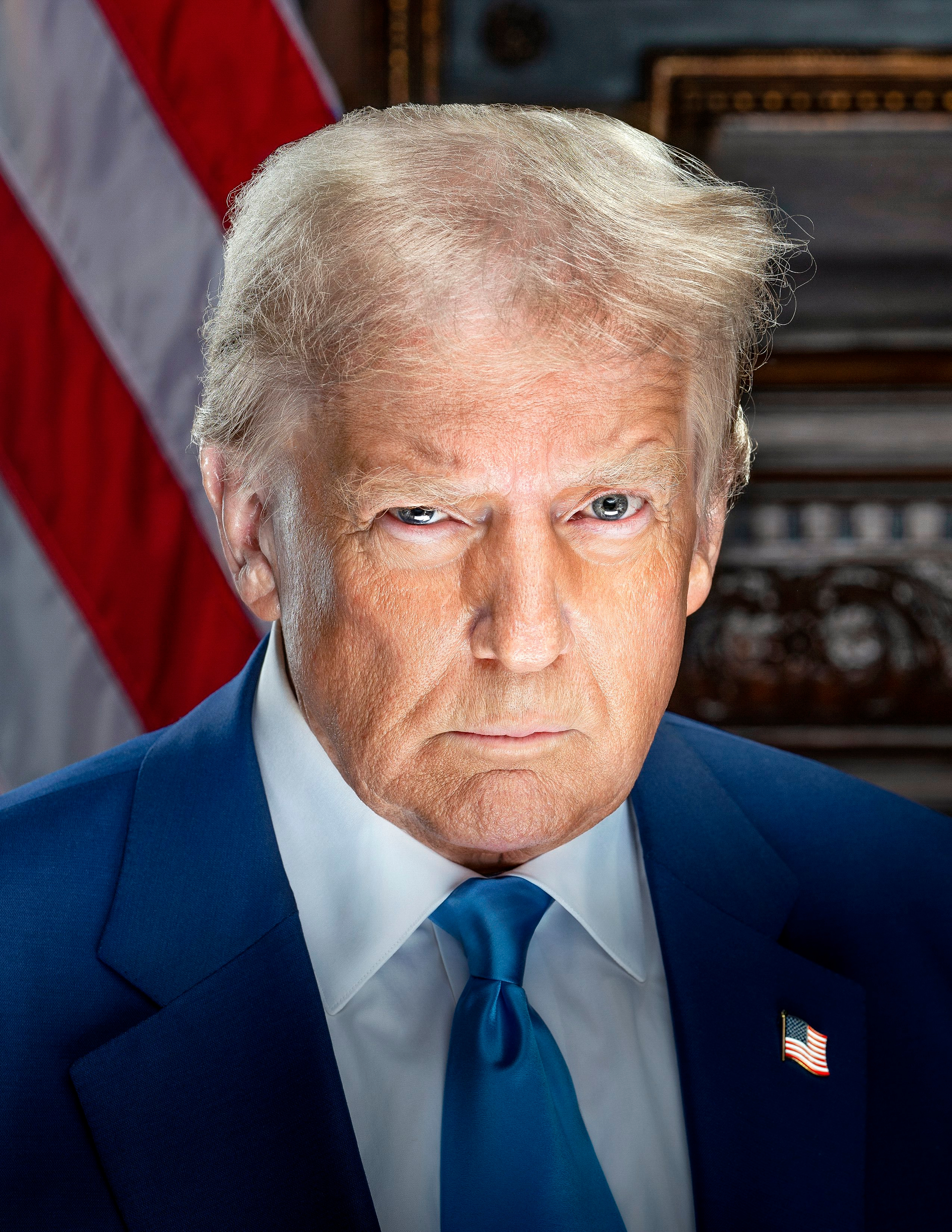
États-Unis : Donald Trump, président
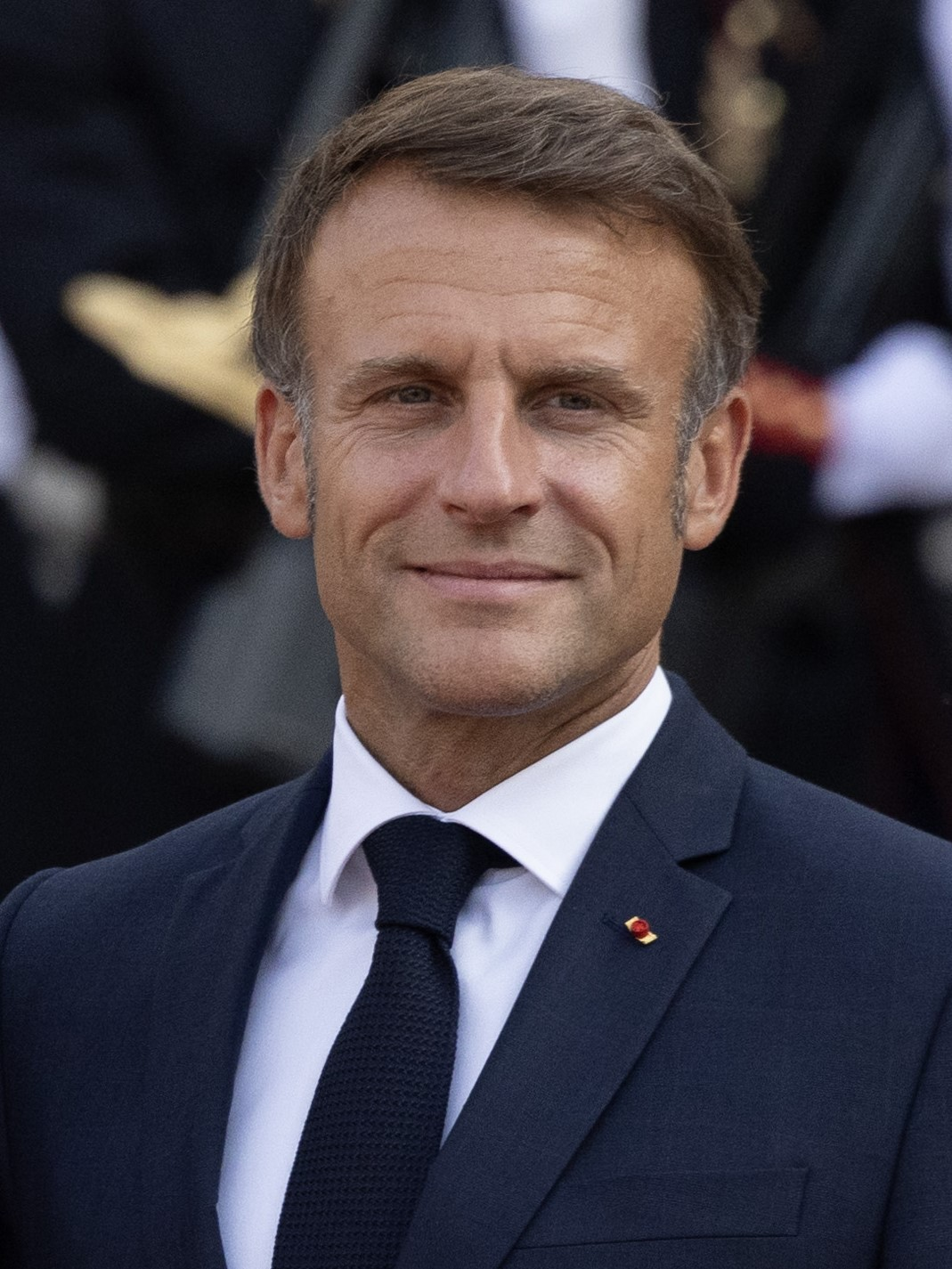
France : Emmanuel Macron, président de la République
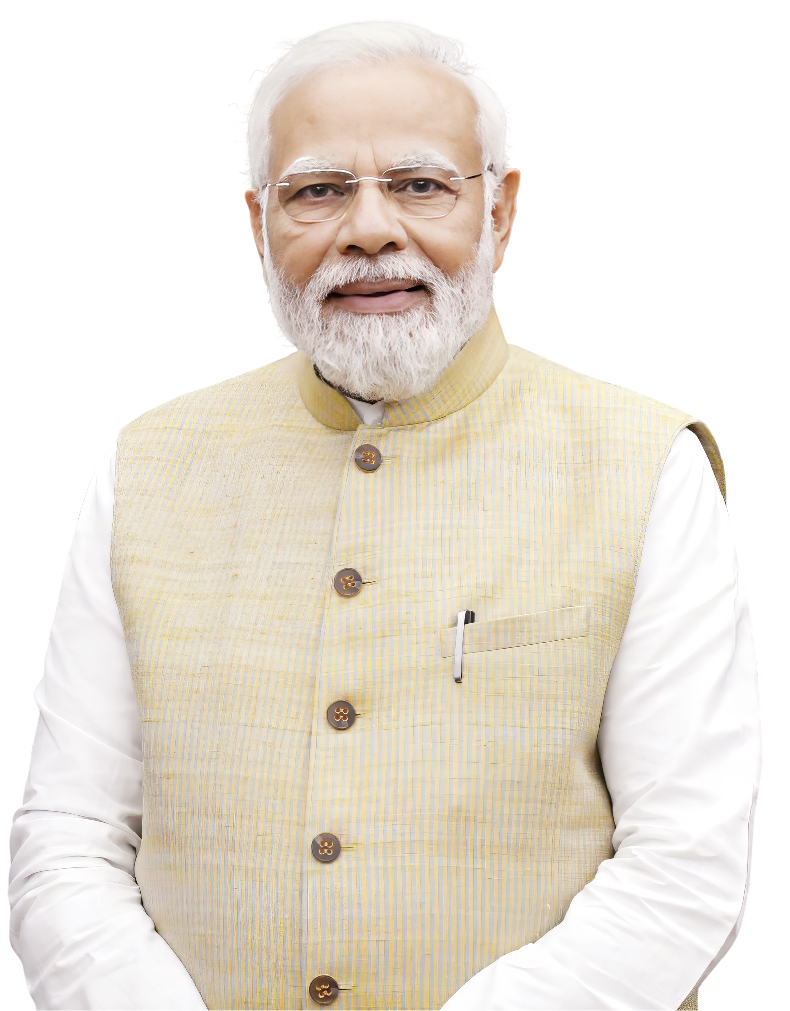
Inde : Narendra Modi, Premier ministre
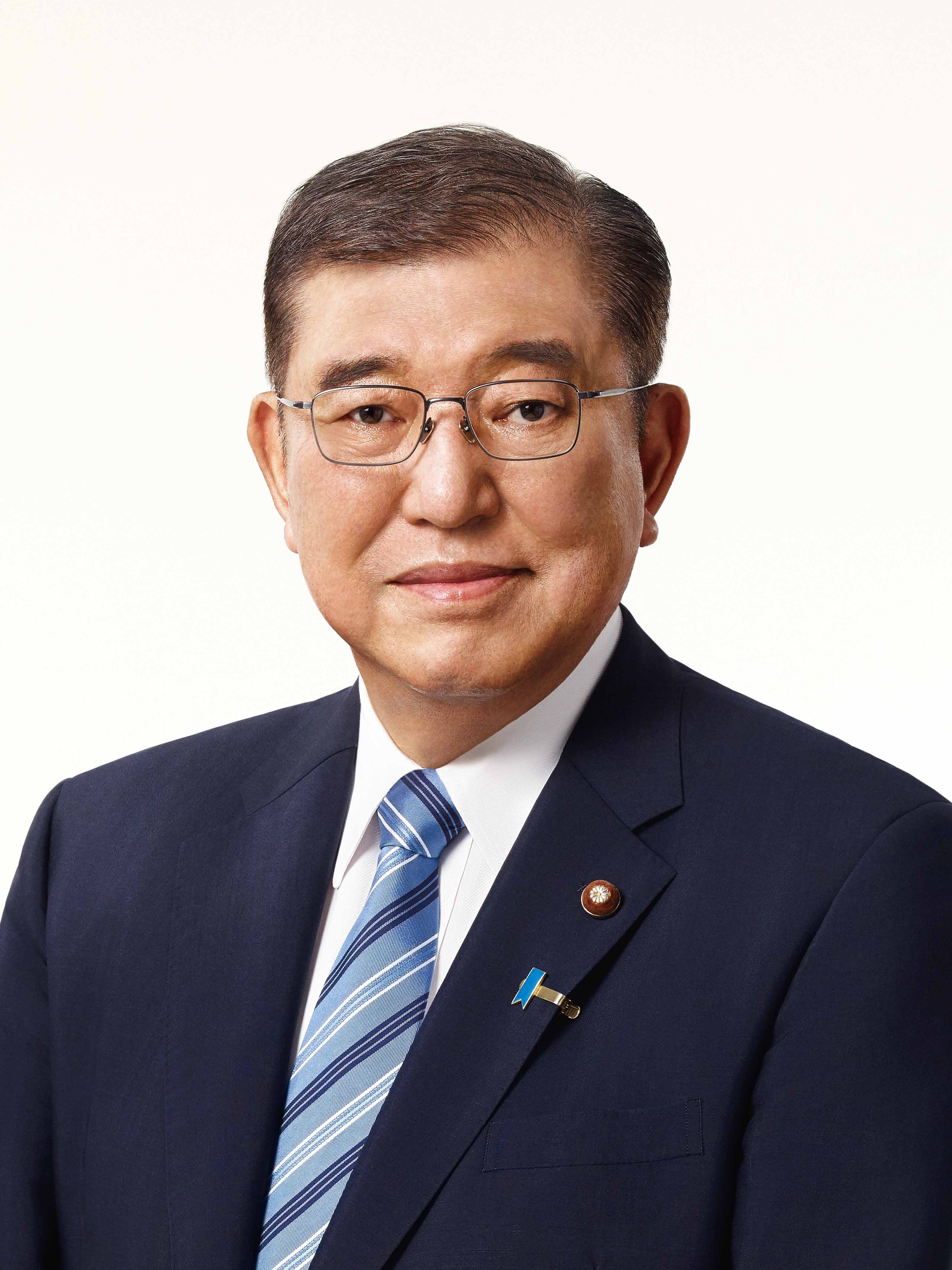
Japon : Shigeru Ishiba, Premier ministre
Indonésie : Prabowo Subianto, président
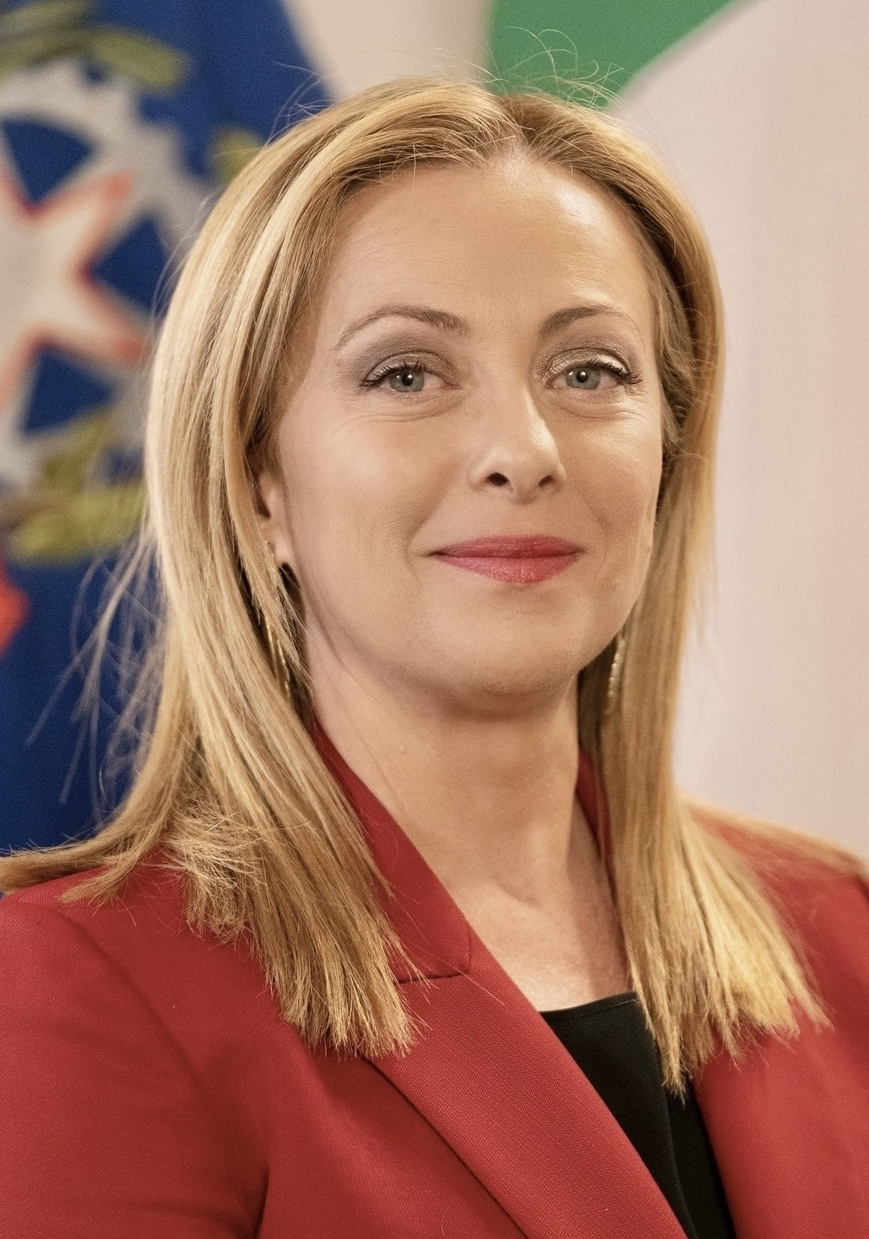
Italie : Giorgia Meloni, président du Conseil
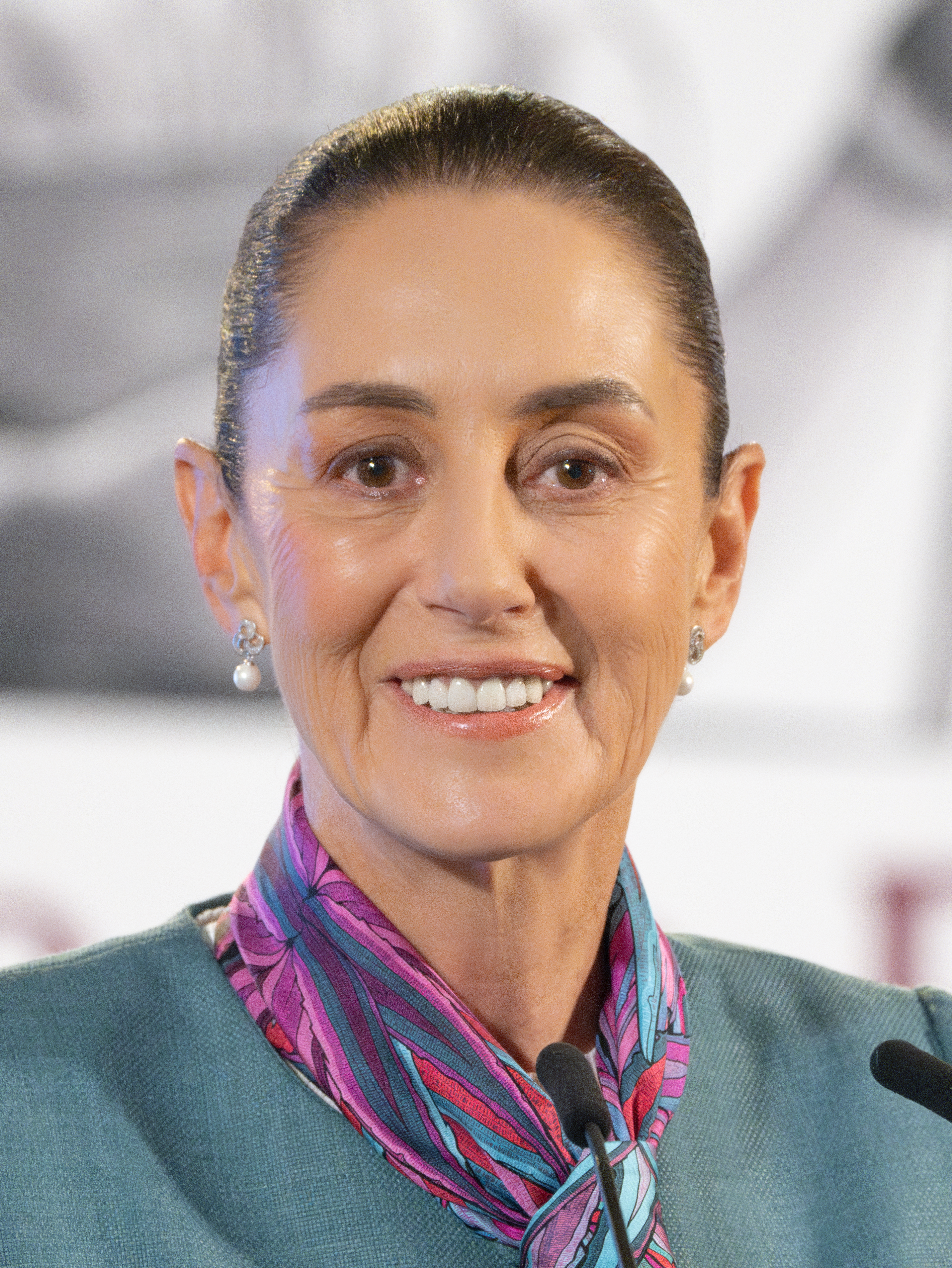
Mexique : Claudia Sheinbaum, président
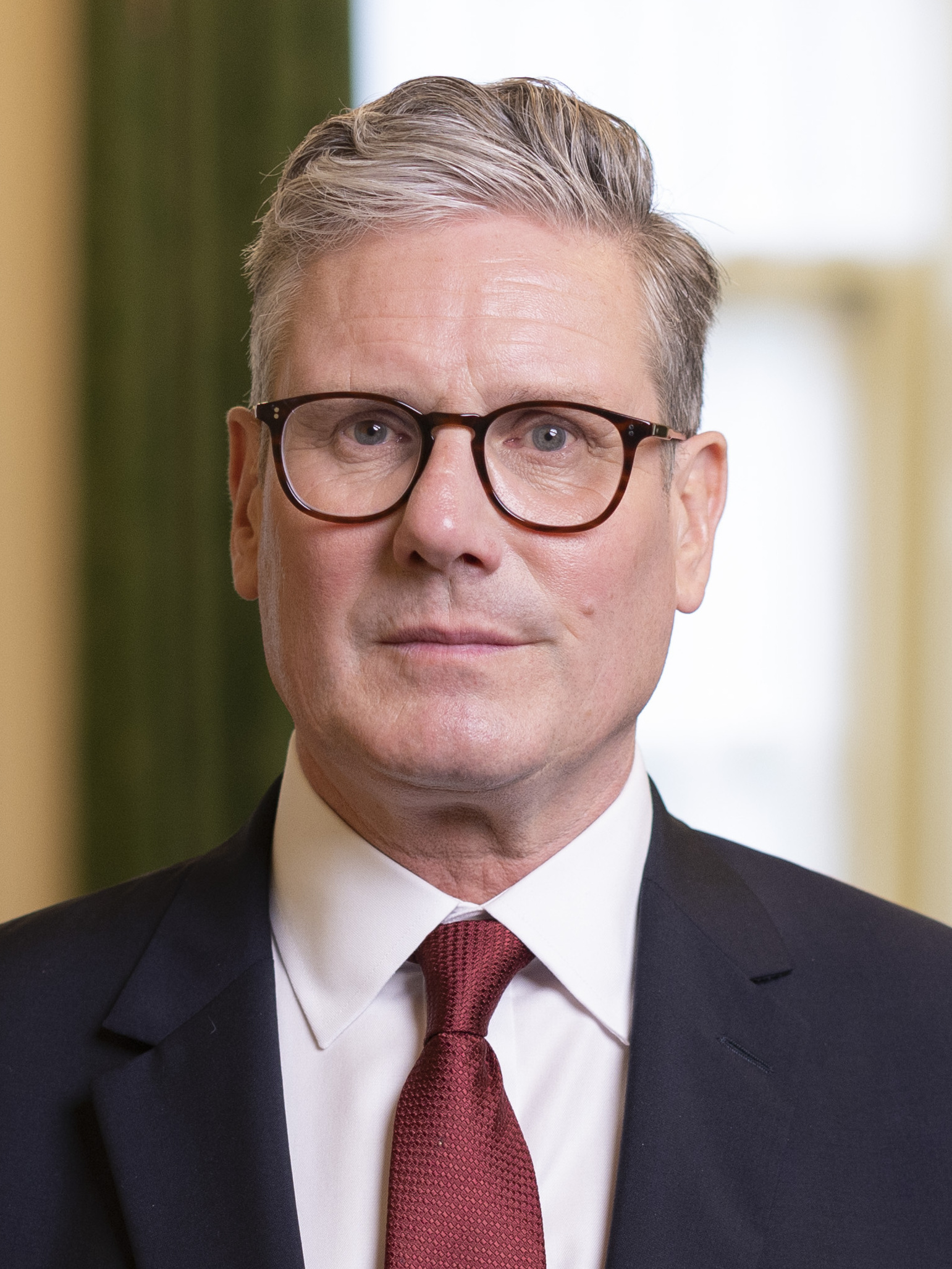
Royaume-Uni : Keir Starmer, Premier ministre
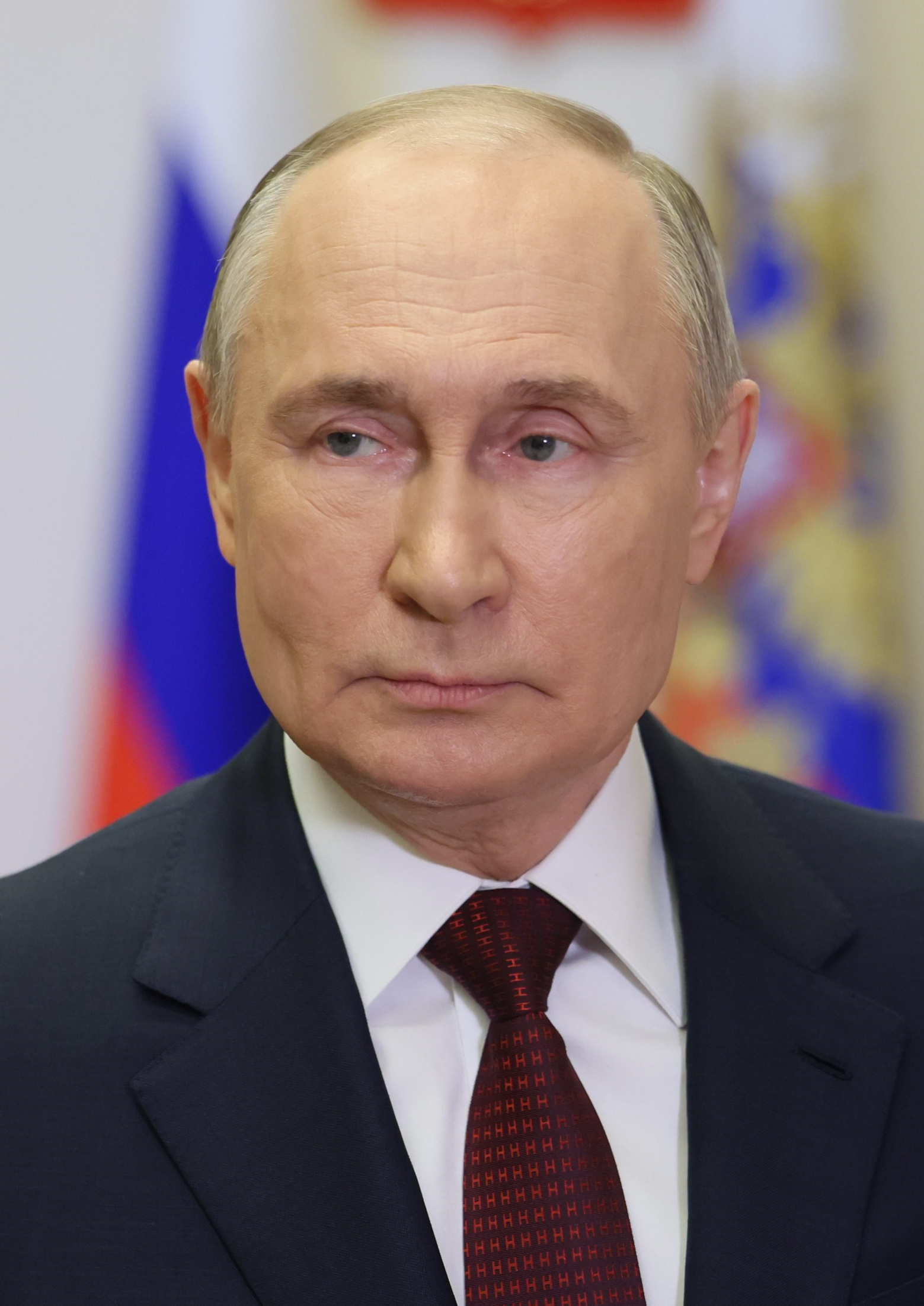
Russie : Vladimir Poutine, président
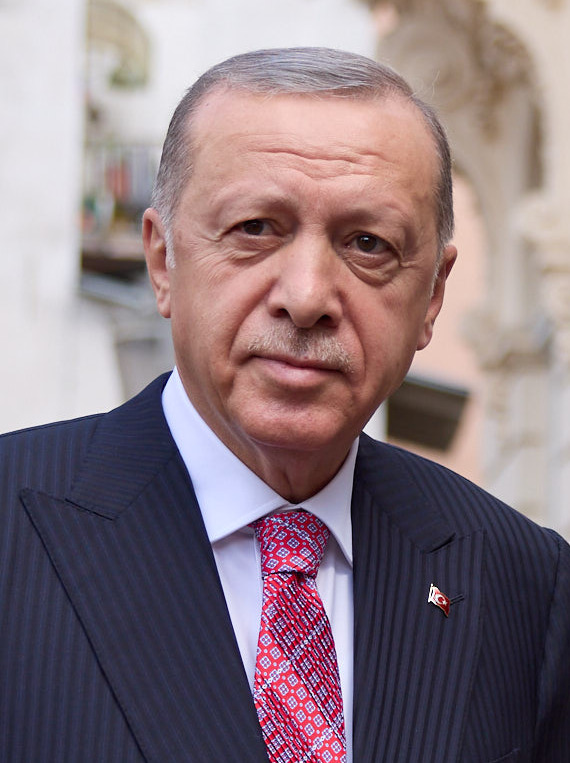
Turquie : Recep Tayyip Erdoğan, président
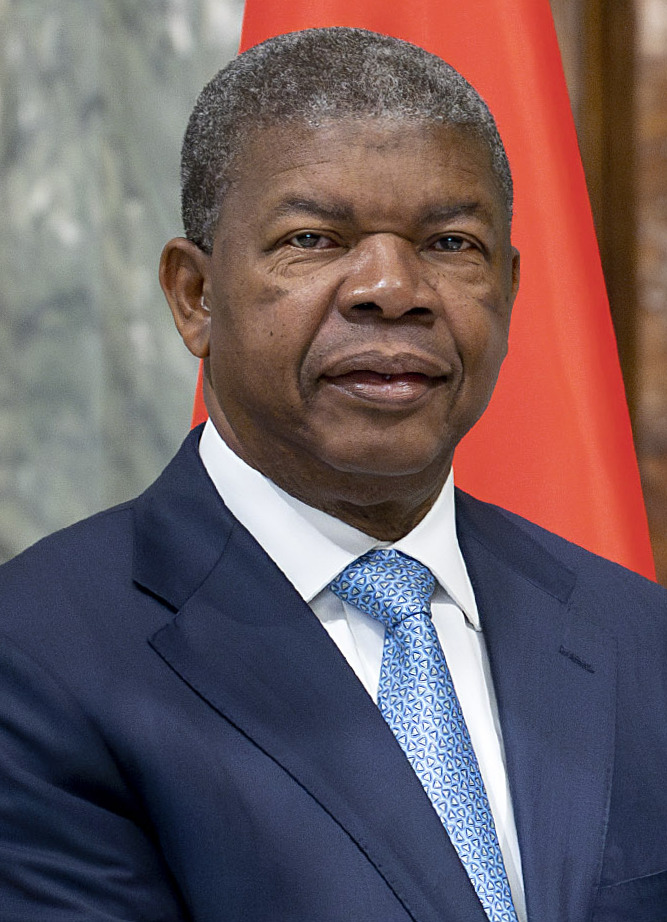
Union africaine : João Lourenço, président de l'Union africaine
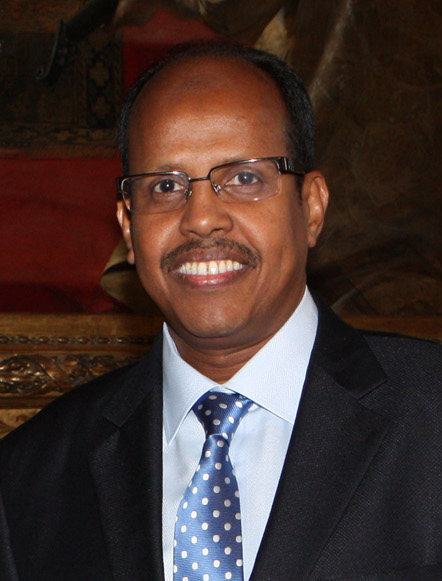
Union africaine : Mahamoud Ali Youssouf, président de la Commission de l'Union africaine
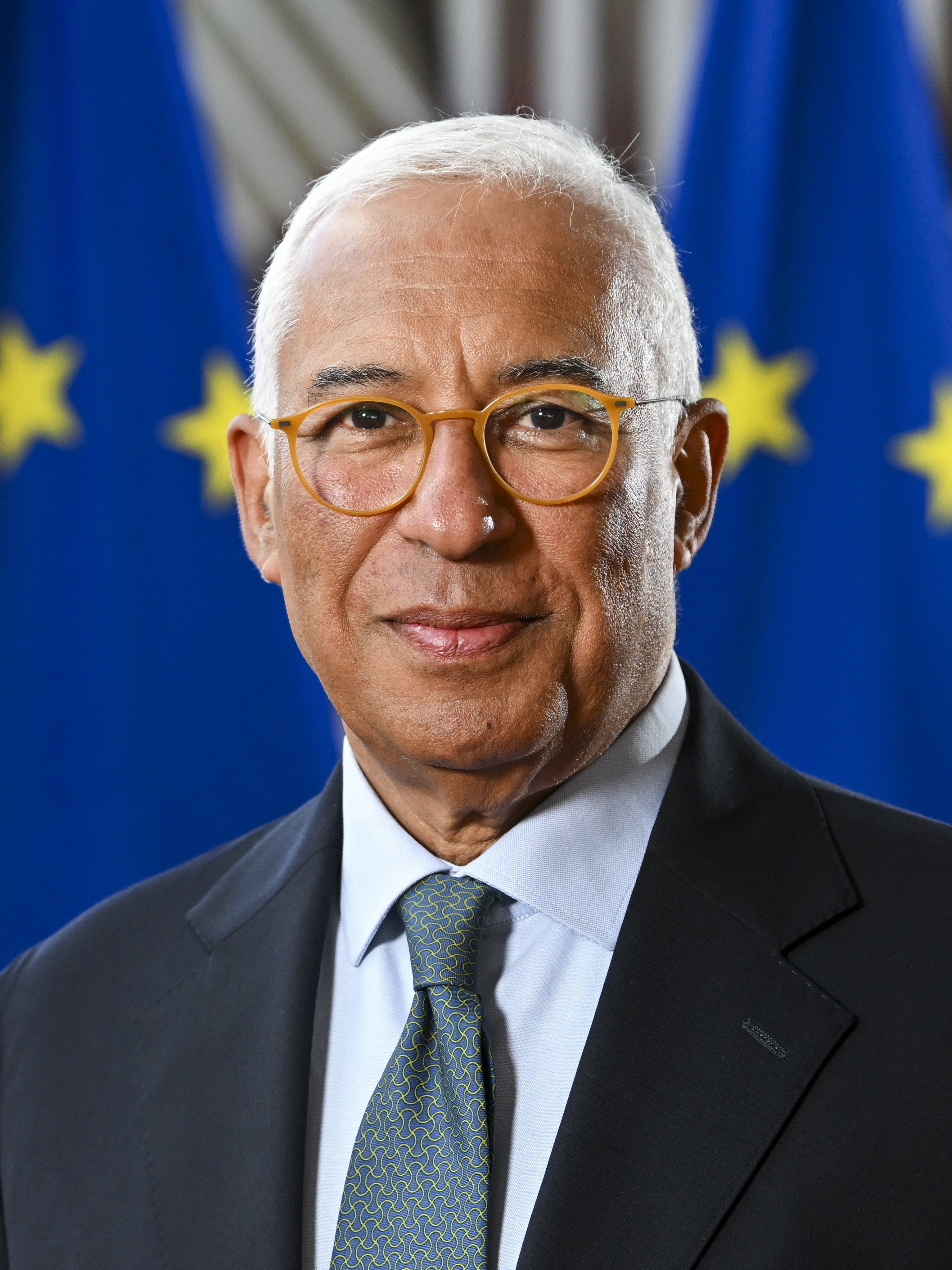
Union européenne : António Costa, président du Conseil européen
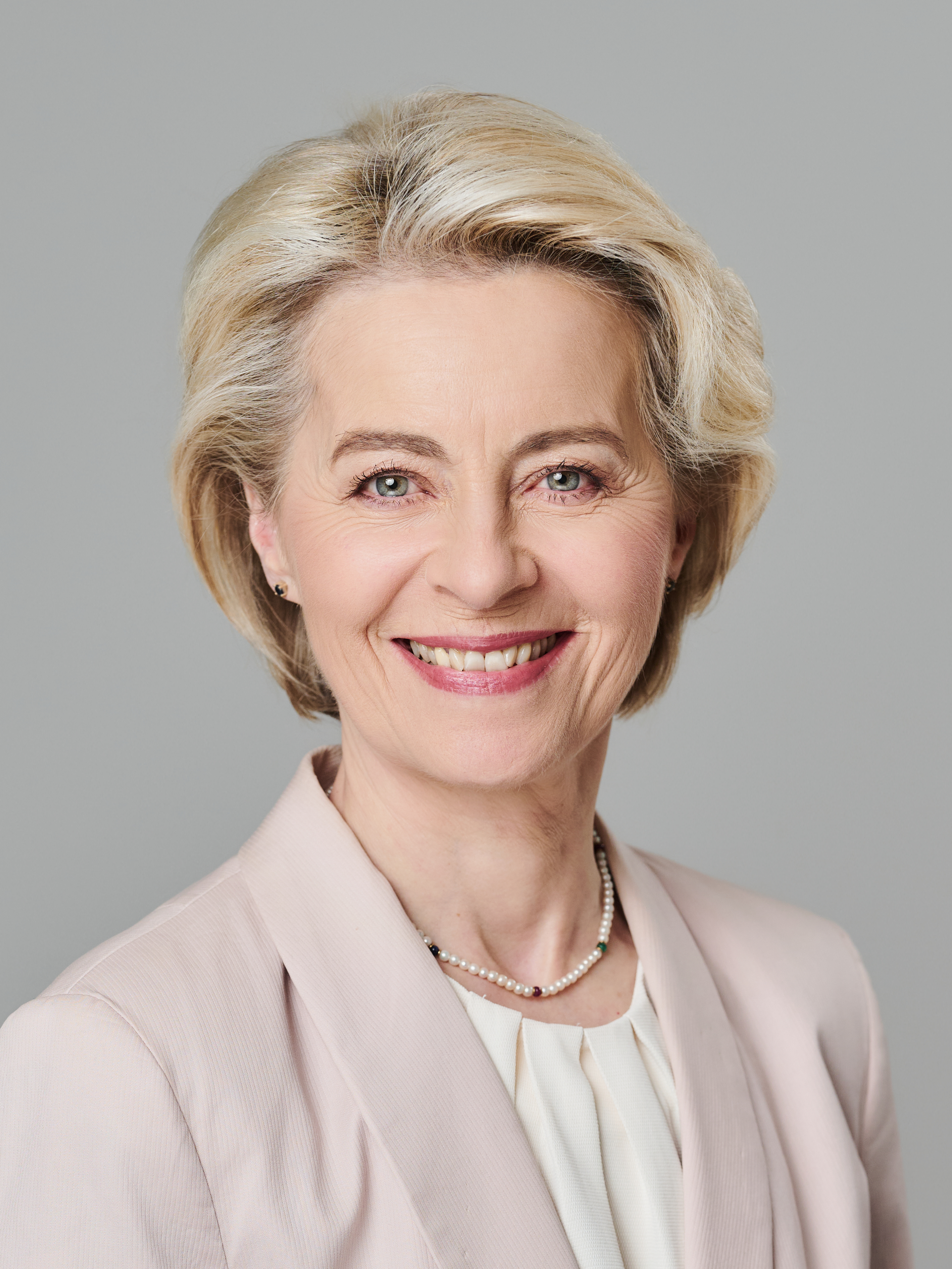
Union européenne : Ursula von der Leyen, président de la Commission européenne

### Chronologie des présidences
- en 1999 :  Allemagne
- en 2000 :  France
- en 2001 :  États-Unis
- en 2002 :  Inde
- en 2003 :  Mexique
- en 2004 :  Allemagne
- en 2005 :  Chine
- en 2006 :  Australie
- en 2007 :  Afrique du Sud
- en 2008 :  Brésil
- en 2008 :  États-Unis
- en 2009 :  Royaume-Uni
- en 2009 :  États-Unis
- en 2010 :  Canada
- en 2010 :  Corée du Sud
- en 2011 :  France
- en 2012 :  Mexique
- en 2013 :  Russie
- en 2014 :  Australie
- en 2015 :  Turquie
- en 2016 :  Chine
- en 2017 :  Allemagne
- en 2018 :  Argentine[15]
- en 2019 :  Japon[16]
- en 2020 :  Arabie saoudite[16]
- en 2021 :  Italie
- en 2022 :  Indonésie
- en 2023 :  Inde
- en 2024 :  Brésil
- en 2025 :  Afrique du Sud

### Chronologie des sommets (G20 des chefs d'État et de gouvernement)

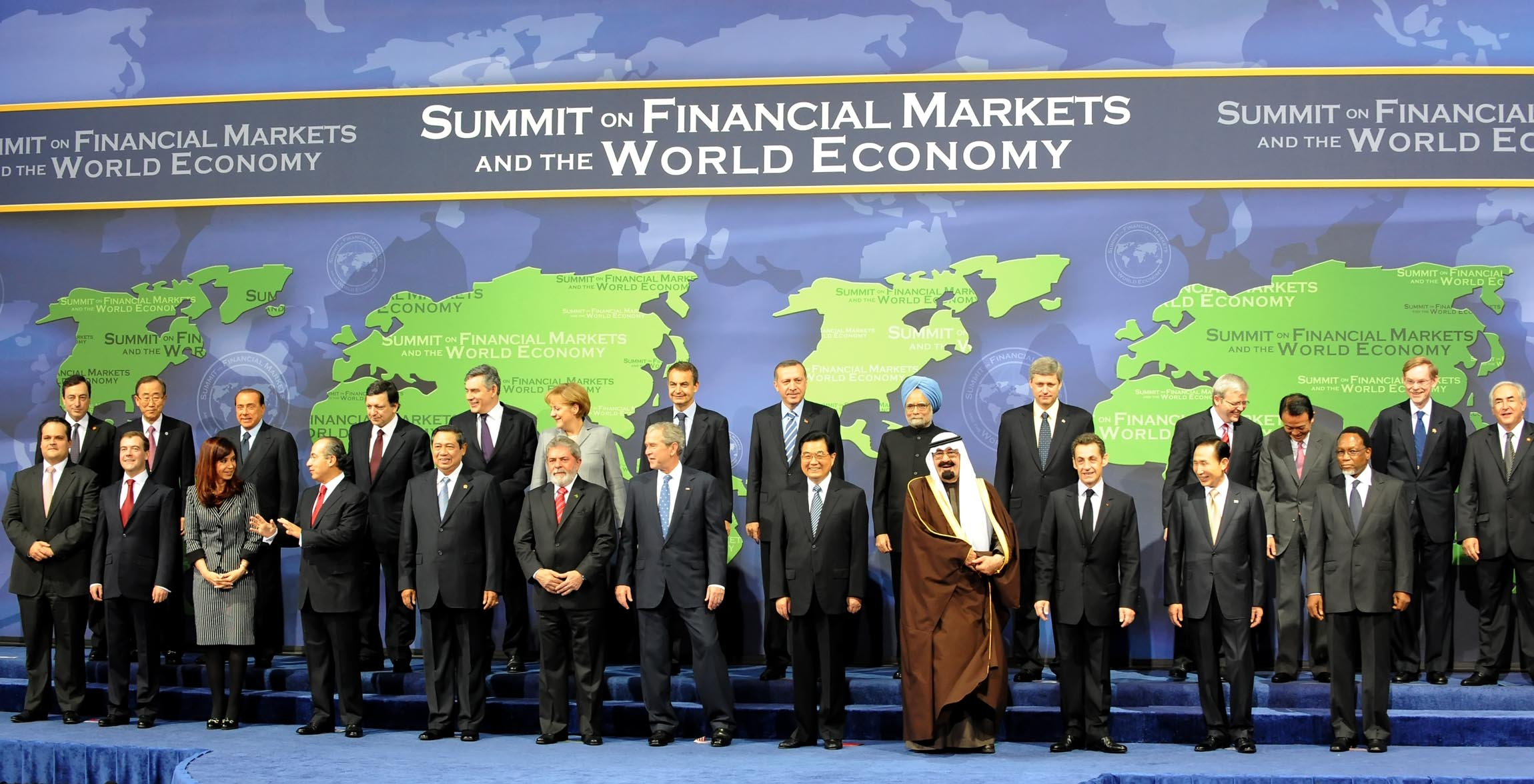
Sommet de Washington en 2008.

Sommet de Buenos Aires en 2018.

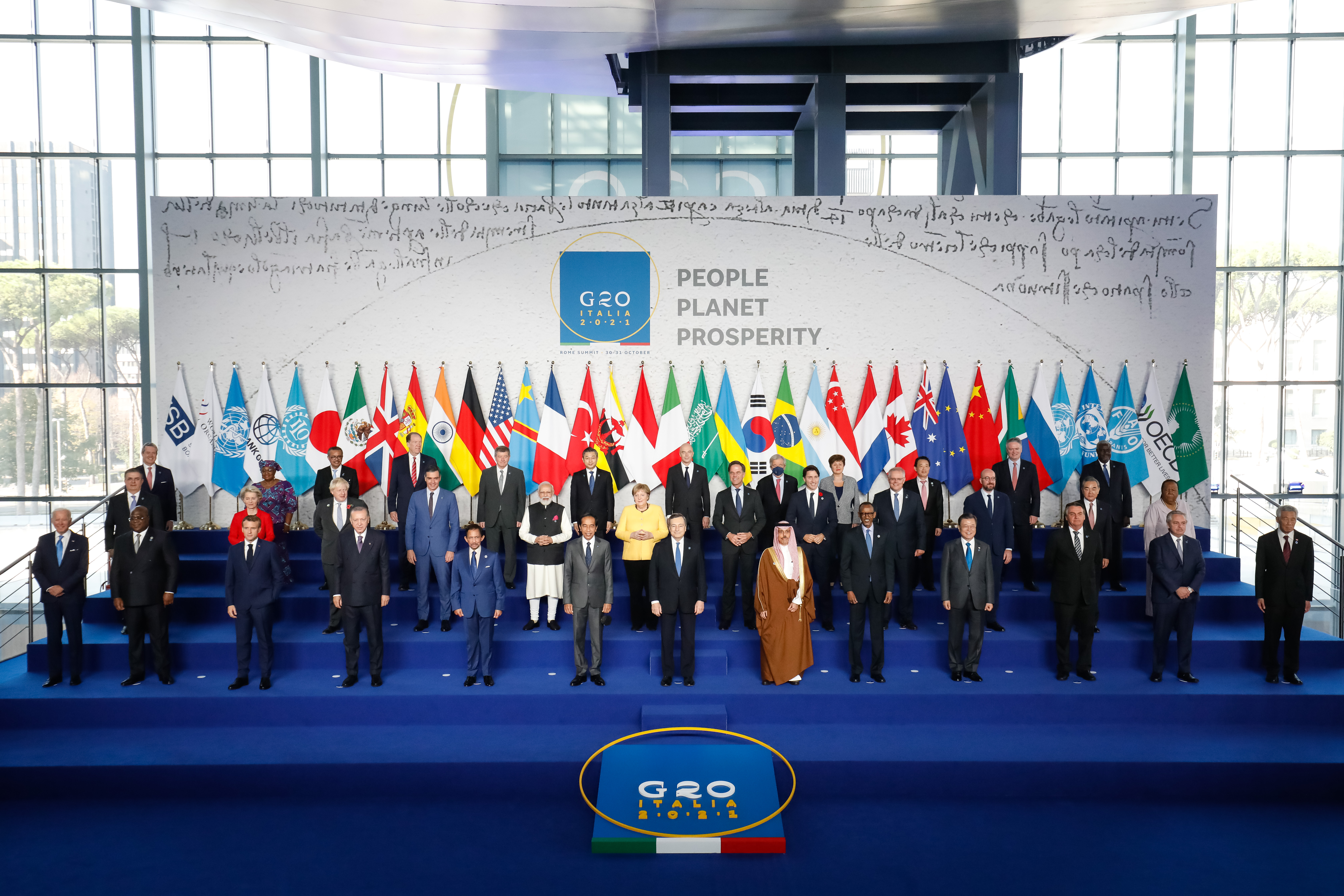
Sommet de Rome en 2021.

| Année | Ville             | Pays            | Date                        |
| ----- | ----------------- | --------------- | --------------------------- |
| 1999  | Berlin            | Allemagne       |                             |
| 2000  | Québec            | Canada          |                             |
| 2001  | Ottawa            | Canada          |                             |
| 2002  | New Delhi         | Inde            |                             |
| 2003  | Morelia           | Mexique         |                             |
| 2004  | Berlin            | Allemagne       |                             |
| 2005  | Pékin             | Chine           |                             |
| 2006  | Melbourne         | Australie       |                             |
| 2007  | Le Cap            | Afrique du Sud  |                             |
| 2008  | São Paulo         | Brésil          |                             |
| 2008  | Washington        | États-Unis      | 14 et 15 novembre           |
| 2009  | Londres           | Royaume-Uni     | 2 avril                     |
| 2009  | Pittsburgh        | États-Unis      | 24 et 25 septembre          |
| 2010  | Toronto           | Canada          | 26 et 27 juin               |
| 2010  | Séoul             | Corée du Sud    | 11 et 12 novembre           |
| 2011  | Cannes            | France          | 3 et 4 novembre             |
| 2012  | Los Cabos         | Mexique         | 18 et 19 juin               |
| 2013  | Saint-Pétersbourg | Russie          | 5 et 6 septembre            |
| 2014  | Brisbane          | Australie       | 15 et 16 novembre           |
| 2015  | Antalya           | Turquie         | 15 et 16 novembre           |
| 2016  | Hangzhou          | Chine           | 4 et 5 septembre            |
| 2017  | Hambourg          | Allemagne       | 7 et 8 juillet              |
| 2018  | Buenos Aires      | Argentine       | 30 novembre et 1er décembre |
| 2019  | Osaka             | Japon           | 28 et 29 juin               |
| 2020  | Riyad             | Arabie saoudite | 21 et 22 novembre           |
| 2021  | Rome              | Italie          | 30 et 31 octobre            |
| 2022  | Bali              | Indonésie       | 15 et 16 novembre           |
| 2023  | New Delhi         | Inde            | 9 et 10 septembre           |
| 2024  | Rio de Janeiro    | Brésil          | 18 et 19 novembre           |

### Présidence des États-Unis en 2008

#### Sommet de Washington
D'après le communiqué final, la crise financière de 2008 résulterait d'un manque de coopération économique, de problèmes d'évaluation des risques, de normes comptables peu adaptées et disparates, et de déficiences quant à la surveillance des marchés. Le sommet du G20 a condamné la tentation protectionniste et recommande dans son communiqué final « des mesures budgétaires pour stimuler la demande interne avec des résultats rapides », il souligne aussi « L'importance du soutien que la politique monétaire peut apporter dans les conditions appropriées à chaque pays ».
Sur la question de la nouvelle architecture financière internationale, le G20 a décidé de se réunir à Londres fin mars début avril et de lancer un certain nombre d'études visant :
- à améliorer la transparence et les systèmes comptables au niveau notamment de l'IASB ;
- à renforcer le contrôle prudentiel par une révision des normes régissant les agences de notation et par un examen des risques liés aux Credit default swap ;
- à améliorer la gestion du risque en mettant au point de nouveaux modèles et en révisant les modes de rémunération des traders ;
- à améliorer la supervision des marchés en renforçant la coopération entre les instances nationales et en renforçant la surveillance des grandes sociétés financières internationales ;
- à améliorer la régulation en demandant au FMI (Fonds Monétaire international) et au Forum de stabilité financière de formuler des recommandations pour limiter les effets cycliques de la finance ;
- à renforcer la capacité des institutions financières internationales à aider les économies en difficulté[20].

### Présidence du Royaume-Uni en 2009

#### Sommet de Londres
Les principaux résultats :
- 1000 milliards de dollars supplémentaires pour le FMI et la Banque mondiale

Le G20 s'est engagé à augmenter de 1000 milliards de dollars les ressources du Fonds monétaire international (FMI) et de la Banque mondiale. Selon le communiqué final, les dirigeants des deux institutions seront désormais nommés au mérite.
En pratique, le FMI verra notamment ses moyens tripler, avec 500 milliards de dollars supplémentaires, a précisé Gordon Brown au cours d'une conférence de presse. Ces fonds seront constitués par de « l'argent nouveau » et par des droits de tirages spéciaux (DTS) du FMI.
Le Fonds va également pouvoir vendre de l'or pour financer son aide aux pays les plus pauvres. Et 250 milliards de dollars seront consacrés à aider le financement du commerce pour relancer les échanges mondiaux.
- Une liste noire des paradis fiscaux

« Le temps du secret bancaire est révolu », s'est félicité Nicolas Sarkozy lors de sa conférence de presse à l'issue du sommet. Le principe d'une liste noire des pays fiscalement non-coopératifs a en effet été entériné par le G20. L'OCDE devrait publier dans les heures qui viennent la liste de ces États qui ne sont pas en conformité avec les règles mondiales d'échange d'informations fiscales.
Une liste de sanctions est également prévue pour ces places non coopératives : « dans la déclaration, elles vont de l'alourdissement des contraintes administratives à l'interdiction des organisations internationales à placer de fonds dans ces États. Et une palette de sanction doit être définie par les ministres des Finances même si un certain nombre sont prévues dans la déclaration », a précisé Nicolas Sarkozy.
- De « nouvelles règles » de gouvernance des marchés financiers

Par ailleurs, les pays du G20 se sont mis d'accord pour mettre en œuvre de « nouvelles règles » sur les salaires et les bonus au niveau mondial, a annoncé le Premier ministre britannique à l'issue du sommet.
Les dirigeants ont adopté des principes communs et des sanctions sont déjà prévues pour les faire respecter : « ceux qui auront des politiques risquées en supporteront le prix en termes d'exigences en capital. Pour faire clair, les superviseurs pourront imposer à des banques qui n'auront pas des politiques de rémunération des traders raisonnables des obligations en termes d'augmentation de leurs fonds propres. Là aussi c'est du jamais vu », a déclaré Nicolas Sarkozy.
Les Hedge funds et les fonds seront eux aussi encadrés par des superviseurs. L'activité des banques elle aussi sera contrôlée, notamment tout ce qui concerne les activités de titrisation et de hors-bilan qui devront être plus transparentes. Un nouvel organisme de la finance mondiale doit également voir le jour pour prévenir les crises.

### Présidence des États-Unis en 2009

#### Sommet de Pittsburgh
Sur proposition des États-Unis, soutenus par les participants au G20 lors de sa dernière réunion à Londres, le G20 se réunit de nouveau, à Pittsburgh, en Pennsylvanie, le 24 et 25 septembre 2009, afin de réformer les régulations bancaires et financières, de faire face aux séquelles de la crise des subprimes, et de se préparer à la reprise modérée ou à la faible croissance indiquée par les différentes organisations compétentes. Il s'agira notamment d'élargir les dernières réformes sur les paradis fiscaux du dernier G20, exceptionnellement le système de gouvernance du G20, favoriser la transparence, intégrer le dispositif de bonus-malus, et légiférer sur des règles de provisionnement en fonds propres pour les banques. D'autre part, il s'agira aussi de réguler des hedge funds puis des instruments dérivés, sur la surveillance des agences de notation.
Les États-Unis et la Grande-Bretagne restent hésitants et partagés sur les initiatives du couple franco-allemand, afin de sauvegarder la compétitivité des grandes places financières respectives. Néanmoins, en raison de la crise des subprimes depuis 2007, de l'affaiblissement des banques, et de la mobilisation de l’opinion publique, les gouvernements des États-Unis et de la Grande-Bretagne tendent à rejoindre les initiatives du couple franco-allemand sous coalition européenne ou de l'UE. Néanmoins, les États-Unis proposent d'accroître les fonds propres des banques, présentés comme des garanties, parce qu'ils ont plus aisément accès aux fonds propres que l'Europe, afin d'éviter la régulation des risques, notamment les incitations des traders, alias les fameux bonus.
Au lendemain du sommet des 20, en France, BNP Paribas fait un premier pas vers la réforme des régulations bancaires financières en annonçant qu'elle fermera d'ici 2010 une douzaine de filiales qui figurent sur la liste grise de l'OCDE.
François Bourguignon, de l'École d'économie de Paris, dans un article intitulé un G20 à horizon limité, remarque que si le communiqué final se prononce pour une croissance soutenable et équilibrée, peu de choses sont dites sur les moyens d'y arriver. En particulier il insiste sur deux points :
rien n'est dit sur la stratégie de développement des pays ayant un commerce extérieur structurellement excédentaire comme la Chine ou le Japon. L'idée sous-jacente est que si la demande américaine a tiré la croissance avant la crise, on ne sait pas qui va soutenir la demande dans le futur proche.
une croissance à un rythme antérieur à la crise est non soutenable du point de vue écologique. Selon cet économiste, il y aurait nécessité d'« initiatives internationales ambitieuses » pour compenser la moindre croissance qu'un développement soutenable entraînerait pour les pays émergents et en développement.

### Présidence du Canada en 2010

#### Sommet de Toronto
Ce G20, tenu le 26 et 27 juin 2010, a abordé trois principaux points :
- Déficits publics. Il est demandé de diviser par deux les déficits publics avant 2013
- Dette publique. Les pays doivent stabiliser leur dette puis la réduire avant 2016
- Déséquilibres commerciaux. Les pays excédentaires doivent accroître leur consommation intérieure et laisser leur monnaie s'apprécier. Les pays déficitaires, quant à eux, doivent exporter plus et épargner plus.

Tout ce qui concerne la régulation financière (Bâle III, problème des institutions financières systémiques doit être vu à la prochaine réunion de Séoul.

### Présidence de la Corée du Sud en 2010

#### Sommet de Séoul
Les acquis :
- transfert de 6 % des droits de vote au FMI des pays développés vers les pays émergents et,
- acceptation de principe de la réglementation de Bâle III, que chaque pays membre doit transposer dans son droit national et mettre en œuvre entre le 1er janvier 2013 et le 1er janvier 2019.

Les études à mener :
- trouver des indicateurs permettant d'évaluer la légitimité des soldes commerciaux. Il s'agit de mettre au point une série d'indicateurs qui permettraient de « faciliter l'identification en temps voulu des déséquilibres importants exigeant des mesures correctives ». Pour Martin Wolf, ici se trouve l'élément positif d'un sommet qui a vu s'opposer les pays ayant une balance commerciale excédentaire et les autres. Les premiers demandant aux seconds de mettre en œuvre des « politiques de déflation »[29] ;
- le Conseil de la stabilité financière doit lister les paradis fiscaux non coopératifs d'ici le printemps 2011.

Les bonnes résolutions :
- laisser les marchés établir davantage les taux de change et éviter les dévaluations compétitives ;
- lutter contre les tentations protectionnistes.

### Présidence de la France en 2011
La présidence française s'est fixé six grandes priorités :
1. réformer le système monétaire international. Un rapport sur ce point a été remis par Michel Camdessus au président. Deux groupes de travail doivent être formés : un coprésidé par l'Allemagne et le Brésil sur les mouvements internationaux de capitaux et un autre coprésidé par la France et le Mexique sur la liquidité du système international c'est-à-dire sur le rôle des grandes monnaies et des DTS[31] ;
2. renforcer la régulation financière. La présidence française voudrait mieux protéger les consommateurs des produits financiers[32]. Concernant les mécanismes financiers eux-mêmes, un rapport sur la prévention et la résolution des crises bancaires a été remis aux autorités françaises par la place de Paris. Toutefois, ce rapport semble s'en tenir au seul secteur actuellement régulé et paraît en retrait sur la position européenne. Si les deux parties sont d'accord sur une possible transformation de dette en capital et sur une éventuelle réduction de la valeur de la dette, la commission voudrait que les autorités de régulation puissent avoir des pouvoirs plus forts permettant notamment de supprimer le versement des dividendes ou d'évincer des dirigeants[33] ;
3. la lutte contre la volatilité des prix des matières premières. En fait, ce point pose un problème aux États-Unis et au Brésil, deux importants producteurs agricoles[34]. Ces deux pays s'inquiètent que par ce biais on tende à faire croire que les marchés de matières premières sont responsables des déséquilibres de l'économie mondiale. Par ailleurs, la France tend à faire un lien fort entre la volatilité des prix et les marchés financiarisés de matières premières et propose une « transposition au sein du G20 des mécanismes d'encadrement des produits dérivés sur matières premières instaurés par le Dodd-Franck Act signé le 21 juillet 2010 par Barack Obama »[31]. Or, pour des économistes comme François Bourguignon, la volatilité des prix agricoles ne viendrait pas principalement des marchés financiers mais « de variations non anticipées des fondamentaux des marchés »[35]. Une réunion est prévue à Paris au mois de juin pour faire le point sur la question[36] ;
4. soutenir l'emploi et renforcer la dimension sociale de la mondialisation. Un rapport a été remis au président de la République par l'ancien ministre Christine Boutin à ce sujet ;
5. la lutte contre la corruption. Il est à noter que quand le ministre Bruno Le Maire présente devant l'ONU le 17 février, les objectifs de la présidence française, ce point devient « Améliorer la gouvernance mondiale »[37] ;
6. l'instauration de financements innovants (Paris propose un projet proche de la taxe Tobin) pour financer le développement[31].

#### Sommet de Cannes
Le sommet de 2011 dont la France est la présidente s'est tenu à Cannes les 3 et 4 novembre 2011 ; 33 délégations officielles de pays et d'organisations internationales, soit près de 15 000 personnes dont 6 000 délégués, sont attendues. Plus de 3 000 journalistes ont été accrédités pour la couverture de l'évènement.
Le Sommet a été marqué par l'annonce de la volonté du Premier ministre grec d'organiser un referendum sur le plan élaboré quelques jours plus tôt par les pays de la zone euro. La France et l'Allemagne ainsi que le FMI ont fait preuve de fermeté et l'hypothèse d'une sortie de la Grèce de la zone euro n'est plus un sujet tabou. Les pressions exercées sur la Grèce ont été un des éléments qui ont conduit à un changement de gouvernement en Grèce. Concernant toujours la Crise de la dette dans la zone euro, les BRICS par l'intermédiaire de la présidente brésilienne ont fait savoir qu'ils n'avaient « pas la moindre intention de financer le Fonds européen de stabilité financière ». Enfin, face aux divergences entre les mesures annoncées par le gouvernement de Silvio Berlusconi et la réalité des mesures prises, les pays du G20 ont exercé des pressions pour qu'il demande au FMI de « procéder à une vérification publique de la mise en œuvre de ses politiques sur une base trimestrielle ». Ce qui a été fait et ce dont le G20 s'est félicité dans son communiqué final.
Selon un éditorial du journal Le Monde, ce G20 « a consacré comme jamais la nouvelle carte de la géo-économie mondiale... la dette est au Nord, les ressources au Sud ». Sur ce point, tant l'éditorial du Monde des 6 et 7 novembre 2011 qu'un article du journal Les Échos font état d'une certaine condescendance des grands émergents envers l'Europe et les États-Unis.
Concernant la régulation financière, les dirigeants du G20 ont décidé que les vingt-neuf "banques systémiques", c'est-à-dire dont la faillite pourrait menacer le système financier mondial devraient être mieux capitalisées. En France, quatre banques entrent dans cette catégorie : BNP Paribas, Société générale, Crédit agricole, et BPCE.
Alors que Nicolas Sarkozy avait avancé la nécessité d'un nouveau Bretton Woods, affirmant que « la prospérité de l’après-guerre devait beaucoup à Bretton Woods, à ses règles et à ses institutions. Depuis le début des années 70, nous vivons dans un non-système monétaire international. Il n’y a pas de système monétaire international », la réforme du système monétaire international est rejetée. Le renforcement des fonds du FMI n'a pas abouti faute d'accord sur la méthode. Par contre les pays qui font face à des afflux de devises ont été autorisés à prendre des mesures de contrôle des changes.).
Le projet de taxe sur les transactions financières (dite taxe Tobin) mis en avant par la France et l'Allemagne n'a pas avancé et le communiqué final laisse les pays de faire ce qu'ils veulent en la matière. Concernant la sous-évaluation de la monnaie chinoise de vagues promesses ont été faites.

### Présidence du Mexique en 2012

#### Sommet de Los Cabos
Le sommet est jugé « assez peu fructueux » par le journal Le Monde du 21 juin. Quelques points peuvent être signalés :
- la taxe sur les transactions financières n'est pas mentionnée dans la déclaration finale à la différence de ce qui avait été fait lors du Sommet de Cannes[44] ;
- les pays, face à la dégradation de la conjoncture, envisagent de lier assainissement des finances publiques et mesures de soutien à l'économie[44] ;
- les pays ont accueilli favorablement la politique chinoise sur le yuan[44]. Un satisfecit qu'un journaliste de Figaro considère comme une victoire de la Chine[45] ;
- le FMI se voit attribuer 456 milliards[De quoi ?] supplémentaires dont 150 en provenance de la zone euro et 43 de la Chine[46] ;
- les pays non européens se sont inquiétés de l'évolution de la zone euro[44].

### Présidence de la Russie en 2013

#### Sommet de Moscou
Le sommet de Moscou de septembre 2013 a été dominé par la crise syrienne. Sur le plan économique, les pays sont convenus d'accélérer les échanges de données fiscales et ont insisté pour que les politiques économiques soient d'abord orientées vers la croissance.

### Présidence de l'Australie en 2014

#### Conseil des ministres des finances de février 2014
Le Conseil des ministres des finances s'est fixé l'objectif d'accroitre de 2 points leur croissance collective d'ici 2018.

#### Sommet de Brisbane
Le sommet de 2014 dont l'Australie est la présidente s'est tenu à Brisbane les 15 et 16 novembre 2014, 34 délégations officielles de pays et d'organisations internationales étaient réunis afin de discuter principalement de la stimulation de la croissance économique mondiale, de la résilience financière, de la lutte contre le changement climatique et d'autres thématiques communes aux États et organisations présentes.

### Présidence de la Turquie en 2015

#### Conseil des ministres des Finances février 2015
Les ministres ont insisté sur l'importance de soutenir la demande par des politiques budgétaires. Ils ont souligné la lenteur de la reprise en Europe et au Japon. Ils ont salué la décision de la BCE d'opter pour une politique d'assouplissement monétaire. Par ailleurs, ils ont encouragé la poursuite de la lutte contre la politique d'optimisation fiscale des entreprises.

### Présidence de l'Argentine en 2018

#### Sommet de Buenos Aires

Pays membres du G20
Pays participants en tant que membres de l'Union européenne
Pays « invités » en 2018

### Présidence de l'Indonésie en 2022

#### Sommet de Bali
En raison du désaccord sur la participation de la Russie dans le conflit en Ukraine, le 16 juillet 2022, le groupe des 20 principaux ministres de la conférence des finances de deux nations est arrivé à une conclusion en Indonésie sans publier de déclaration conjointe. Au cours des discussions sur l'île touristique indonésienne de Bali, les chefs des finances ont discuté des moyens de lutter contre les crises alimentaires et énergétiques.
Le 15 juillet 2022, le premier jour de la réunion, l'invasion de l'Ukraine a été citée comme la cause du choc économique mondial par le ministre canadien des finances Chrystia Freeland, le trésorier australien Jim Chalmers et la secrétaire au Trésor des États-Unis Janet Yellen. Cependant, le ministre des Finances du G20, Sri Mulyani Indrawati, a déclaré dans ses remarques finales que l'Indonésie ferait une déclaration de 14 paragraphes à la place d'un communiqué officiel.
Le 16 juillet 2022, le deuxième jour de la réunion, le gouverneur de la Banque centrale indonésienne, Perry Warjiyo, a appelé les ministres et les dirigeants de la finance mondiale à se concentrer sur la reprise dans une économie mondiale sous le choc de la pandémie Covid-19.
Le ministre russe des finances Anton Silouanov et le ministre ukrainien des Finances, Serhiy Marchenko, ont participé pratiquement à la réunion.

### Présidence de l'Inde en 2023

#### Sommet de New Delhi
L'Union africaine intègre officiellement l'organisation à l'occasion du sommet du G20 de 2023 à New Delhi, devenant son 21e membre.

## G20 des ministres des finances et des gouverneurs des banques centrales

### G20 finances sous présidence coréenne
- Les 22 et 23 avril 2010 s'est tenue à Washington, une réunion de ce groupe pour traiter de la façon de réguler et de surveiller le système financier. Le sommet s'est conclu sur un constat de désaccord quant aux moyens à utiliser[54].
- Le sommet du G20 qui s'est tenu des 3 au 5 juin 2010 à Pusan en Corée du Sud devait préparer le G20 des chefs d'État qui doit se tenir les 26 et 27 juin à Toronto. Il aurait « enterré »[55] le projet de taxe bancaire internationale voulue par les États-Unis, l'Allemagne et la France même si le FMI doit présenter à Toronto deux types de taxe bancaire[55]. Par ailleurs, il y aurait eu des divergences sur la priorité donnée aux finances publiques viables. Pour Timothy Geithner, il s'agirait d'un objectif de moyen-terme. Pour le FMI de façon assez proche, il faut se méfier des effets négatifs des politiques d'austérité et les politiques de rigueur doivent être accompagnées de réforme des marchés intérieurs. Pour Jean-Claude Trichet, la politique de réduction des déficits n'aurait pas d'effet négatif et restaurerait la confiance[56].
- Les 22 et 23 octobre 2010 s'est tenu à Gyeongu (Corée du Sud), un G20 des ministres des finances et des gouverneurs des banques centrales. Les États-Unis ont proposé de limiter à 4 % du PIB les excédents et les déficits de la balance courante[57]. Par ailleurs, les pays développés ont cédé 6 % des droits de vote aux pays émergents[58].

### G20 finances sous présidence française
Trois réunions sont prévues : les 18 et 19 février à Paris, le 15 avril à Washington et le 15 octobre à Paris. Il est par ailleurs prévu un séminaire en Chine fin mars 2011,.
- 18 et 19 février, Paris. Comme prévu par le sommet de Séoul de la fin 2010, les discussions ont notamment porté sur des indicateurs permettant de mesurer les déséquilibres mondiaux. Les indicateurs retenus sont la dette et le déficit public ; le taux d'épargne et l'endettement privé ; les déséquilibres extérieurs à travers la balance commerciale, les flux nets de revenus des investissements et les transferts[62].
- Séminaire de Nankin du 31 mars. Un des points forts de ce séminaire est que les pays ont commencé à parler de la réforme du Système monétaire international. Pourtant « chacun est resté sur ses positions..et il faudra du temps et de la confiance pour faire émerger des concessions réciproques »[63]. La Chine n'est pas encline à réévaluer le Yuan comme le lui demande les Américains notamment et semble réticente à en faire une monnaie internationale. En effet, pour Christian de Boissieu cela impliquerait des avantages et des devoirs que la Chine comme auparavant l'Allemagne et le Japon ne semble pas vouloir assumer actuellement. Lors du séminaire, il a été aussi question faire des DTS une monnaie de réserve internationale[63]
- Réunion du 15 avril à Washington. En raison des risques financiers qu'ils représentent pour l'économie mondiale, la France et six autres pays dont l'Allemagne, la Chine, les États-Unis, la Grande-Bretagne, l'Inde et le Japon, seraient mis sous surveillance par le Groupe des vingt car chacun « pèse » au moins 5 % du PIB du G20[64]. Trois séries d'indicateurs serviront pour la surveillance[65]
  - Déficit public et dette publique
  - Taux d'épargne privé et dette privée
  - Balance extérieure.

La période de référence utilisée sera 1990-2004 car, elle est considérée comme antérieure aux grands déséquilibres mondiaux
- Réunion des 14 et 15 octobre à Paris. Dans le communiqué final, les ministres insistent sur le fait que le FESF doit être doté d'un pouvoir de levier. Par ailleurs, ils soulignent la nécessité pour les pays exportateurs de dynamiser leur demande intérieure afin soutenir l'économie mondiale. Plus généralement, il leur semble nécessaire que les pays procédant à des réformes structurelles destinées à accroître la croissance potentielle. Ils insistent pour que les pays fassent des efforts en matière d'équilibre budgétaire et se félicitent du renforcement du pouvoir de surveillance du FMI, un organisme où, pour eux, le rééquilibrage des pouvoirs en faveur des pays émergents doit se poursuivre[66].

### G20 finances sous présidence mexicaine
- Les 25 et 26 février 2012, les ministres des finances du G20 font pression sur l'Allemagne pour que le montant du Mécanisme européen de stabilité soit rehaussé[67]. Ils lient cet effort au renforcement de 600 milliards de dollars des fonds du FMI.

### G20 finances sous présidence russe
Les 15 et 16 février 2013 s'est tenu un G20 finances à Moscou. Trois thèmes importants ont notamment été abordés : 
- face à la menace d'une guerre des monnaies, les pays sont convenus de ne pas « procéder à des dévaluations compétitives » et de « progresser plus rapidement vers des systèmes de taux de change davantage déterminés par les marchés »[68] ;
- une lutte accrue contre l'évasion fiscale. Les pays se sont aperçus que les grandes firmes multinationales pratiquaient l'optimisation fiscale à grande échelle, ce qui pesait sur les ressources des États. Ils ont demandé à l'OCDE de leur présenter un plan d'action complet pour la réunion de juillet prochain[69] ;
- sur le plan des finances publiques, deux lignes s'opposent, ceux qui veulent consolider rapidement les finances publiques (Allemagne et BCE) et ceux qui sont plus accommodants sur ce point[68].

## G20 social
En avril 2010 s'est tenu le premier G20 social dont l'objectif, selon la secrétaire américaine au Travail, était « de
placer l'emploi au centre de la coordination des politiques économiques ».
Les ministres du Travail ou des Affaires sociales des pays du G20 étaient réunis les 26 et 27 septembre 2011 à Paris pour préparer le volet social du sommet de Cannes.
Médecins du monde et Oxfam France les ont interpellés, via un happening, sur l’importance de la protection sociale. Cotons-tiges, consultations d’ORL gratuites, et ordonnances devant le ministère des Affaires étrangères, les ONG ont tout prévu pour qu’ils ne restent pas sourds à un thème jusqu’ici marginalisé.

## G20 agricole
Le 23 juin 2011 un accord a été trouvé portant sur plusieurs thèmes : l'augmentation de la production, un meilleur fonctionnement des marchés.
- concernant la production l'accent est mis sur les investissements nécessaires pour nourrir une population mondiale qui devrait atteindre 9 milliards en 2050[72]
- Concernant la régulation des marchés, plusieurs points sont à souligner :
  - Il est prévu de créer « une banque de données internationales recensant la production, la consommation et les stocks agricoles »[72] et d'améliorer la concertation entre pays afin de mieux gérer les crises
  - les pays vulnérables en matière alimentaire sont invités à constituer des réserves d'urgence[72]
  - concernant les marchés financiers, si pour l'essentiel, ce point est renvoyé au G20 finances, il est question malgré tout de limiter les positions spéculatives sur les transactions portant sur les produits agricoles[72].

## Critiques contre le G20

### Contestations contre le G20

#### Contestation contre les G20 de 2009 et 2010
En 2009, des milliers de personnes ont manifesté à Londres, notamment aux abords de la Banque d’Angleterre, pour s’opposer au G20. La police anti-émeutes a arrêté une vingtaine de personnes. La foule de manifestants était notamment constituée d'anarchistes, de chômeurs, d'écologistes, de pacifistes .
En 2010, environ 20 000 manifestants ont défilé à Toronto (Canada), pour que les G8 et G20 prennent davantage en compte les droits de l'homme. La police a réagi à ces manifestations, plus de 400 personnes ont été arrêtées.

#### Contestation contre le G20 de 2011

##### Pôle associatif
Un pôle large est organisé autour du CRID (association d’aide au développement) et d'ATTAC, rassemblant de très nombreuses associations altermondialistes ou humanitaires, mais aussi des syndicats (Solidaires, FSU, CGT), et des organisations politiques, en soutien. Ce pôle a créé le site mobilisationsG8G20 pour organiser et coordonner les actions, notamment les grandes manifestations à l’occasion du G8, du G20 et d’un «sommet des peuples ».
Lors du forum social mondial de Dakar en février 2011, a été adopté « l’appel de Dakar à la mobilisation face aux G8 et G20 ». Il affirme : « Le G20 est constitué de 20 pays parmi les plus riches au mépris de tous les autres. Il s’est autoproclamé garant de la stabilité économique et financière mondiale au lendemain de la tempête financière de 2008, mais n’a en rien protégé les peuples de cette grande crise. Au contraire, il a maintenu la dictature de la finance qui déploie son emprise sur tous les aspects de notre existence : logement, travail, éducation, agriculture, climat, retraites, connaissance, biodiversité, etc. Par son action, il renforce les acteurs et les mécanismes à l’origine de ces crises, tout en faisant payer la note aux citoyens. ».

##### Pôle Dissent
Un pôle plus radical se constitue autour de « Dissent » (réseau de contestation des institutions internationales). Observant que les contre-sommets se heurtent de plus en plus à la répression policière, ce réseau estime qu’il est plus pertinent d’organiser des rencontres loin des lieux des sommets. Il envisage donc l’organisation d’un village alternatif[réf. nécessaire] pendant plusieurs semaines au cours de l’été. Ce pôle a notamment mobilisé les organisations de jeunesse pour l'organisation d'un contre-sommet lors du G8 des universités en mai 2011 à Dijon, ce malgré l'annulation du sommet international des universités. Ce contre-sommet a abouti à la déclaration du contre-sommet « éducation-recherche », qui “dénonce la marchandisation planifiée de l'éducation, de la recherche et de la culture”.

#### Autres
Le G20 est également critiqué pour ne pas accueillir des acteurs importants de la finance mondiale (comme la Suisse ou Singapour) alors que c'est l'un de ses sujets de prédilections, de la sur-représentation des Européens (cinq sièges plus celui de l'Union européenne) ainsi que pour ses faiblesses structurelles (pas de statuts, de secrétariat, de budget ou d'institution pour veiller au respect des décisions qui y sont prises). Néanmoins, un Conseil de stabilité financière a été mis en place depuis et l'action de l'organisation a plusieurs fois été saluée (notamment pour avoir établi une liste noire des paradis fiscaux ou pour s'être attaqué aux bonus des traders), tout comme la place qu'elle donne aux pays émergents, qui sont majoritaires autour de la table des négociations.